# Geologie der Antarktischen Halbinsel

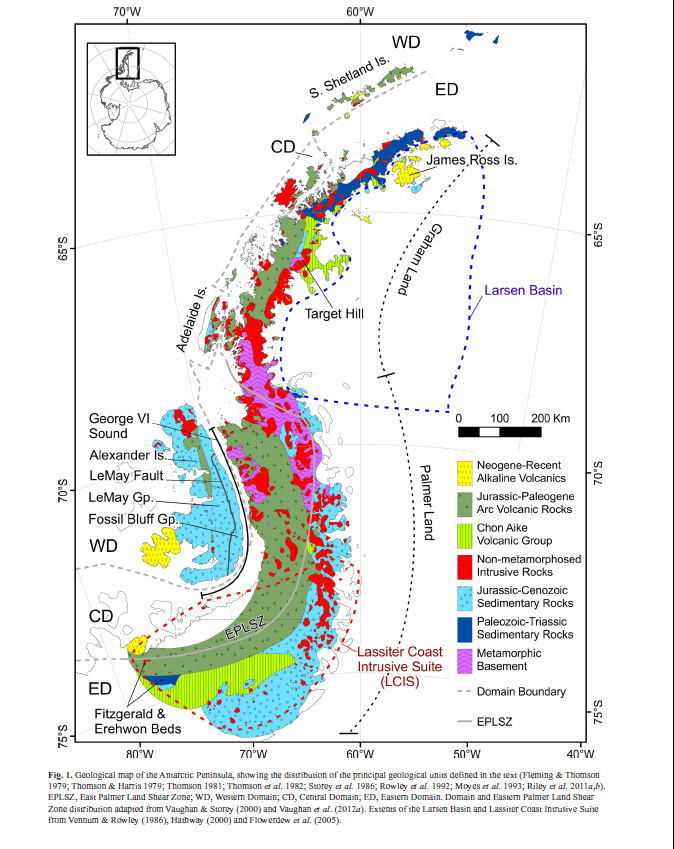
Geologische Karte der Antarktischen Halbinsel mit geologischen Domainen, Grundgebirgeaufschlüssen (violett markiert), Vulkanischen (grün und gelb markiert), Magmatischen (rot markiert) und Sedimentären Provinzen (blau markiert)

Die Geologie der Antarktischen Halbinsel kann als ein bogenförmiger mesozoisch-känozoischer Gebirgsgürtel angesehen werden, der auf paläozoischem und jüngerem Grundgebirge basiert. Er repräsentiert ähnlich wie die Anden ein hervorragendes Beispiel für eine subduktionsbedingte Orogenbildung. Sie wurde vor allem geprägt durch das Abtauchen der ozeanischen Phoenix-Platte unter den südwestlichen Kontinentalrand Gondwanas.
Während mehrphasiger und sehr komplizierter geodynamischer Prozesse entwickelte sich die Antarktische Halbinsel zu einem magmatischen Bogensystem, das üblicherweise aus Grundgebirge, Akkretionskomplexe, magmatisch-vulkanische Gürtel (Vulkanic Arcs), Backarc- und Forearc-Becken, Krustendehnungen, umfangreichem Magmatismus und Vulkanismus, Sedimentablagerungen sowie Faltungs- und Überschiebungstektonik, Deformationen sowie Gesteinsmetamorphosen besteht.
Die geologische und tektonische Geschichte lässt sich vom Ordovizium bis in die heutige Zeit nach verfolgen. Daraus konnten drei Hauptphasen und geologisch-tektonische Domänen rekonstruiert werden. Während der ersten entstand die Eastern Domain am Kontinentalrand Gondwanas mit anfänglichem Kontinentalrand-Vulkanismus und Sedimentationen am Kontinentalhang. Sie umfasst das Grahamland und das südöstliche Palmerland. An diese akkretierte die Central Domain, welche vor allem durch Inselbogen-Vulkangürtel charakterisiert ist. Sie erstreckt sich überwiegend im südwestlichen Palmerland. Westlich davon bildete sich die Western Domain, die überwiegend Meta-Sedimentgebiete aufweist. Sie reicht von der Alexander-I.-Insel bis zur Shetlandplatte bzw. den Südlichen Shetlandinseln, bevor diese von der Antarktischen Halbinsel tektonisch abgetrennt wurden.
Das Gesteinsspektrum umfasst das metamorphe Grundgebirge, vielfältige Sedimentgesteine, nicht metamorphen Intrusiva sowie weit verbreitete Vulkanite. Die ältesten Gesteinsaufschlüsse sind frühordovizische Diorite, die ab ca. 487 mya datieren. Einige Gesteinskörner lassen sich jedoch bis zum Mesoarchaikum datieren mit Alter um 3161 mya. Die frühesten sedimentären Ablagerungen bildeten sich ab dem späten Karbon und dem frühen Perm. Die magmatischen Intrusionen entstanden ab dem mittleren Perm mit einem mittelkreidezeitlichen Maximum. Erste vulkanische Ausbrüche entstanden im Perm, ereigneten sich jedoch überwiegend im Jura, reichten aber zeitlich auch ins Neogen und dem ausgehenden Quartär.
Topografisch charakteristisch ist die Vielzahl von hohen Bergen, wie z. B. der 3655 m hohe Mount Coman und Vulkanen, wie z. B. der 1500 m vom Meeresgrund aufragende Deception Island.

## Lage und Erstreckung
Die Antarktische Halbinsel ist Teil Westantarktikas und der nördlichste Teil des antarktischen Kontinents Antarktika. Sie erstreckt sich heute etwa bogenförmig über ca. 1300 Kilometer (km) in nordöstlicher Richtung ab einer Linie zwischen der Rydberg-Halbinsel bis zur Aufsetzlinie (grounding line) des Evans-Eisstroms. Die nördlichste Ausdehnung des Festlandes bildet die Trinity-Halbinsel.

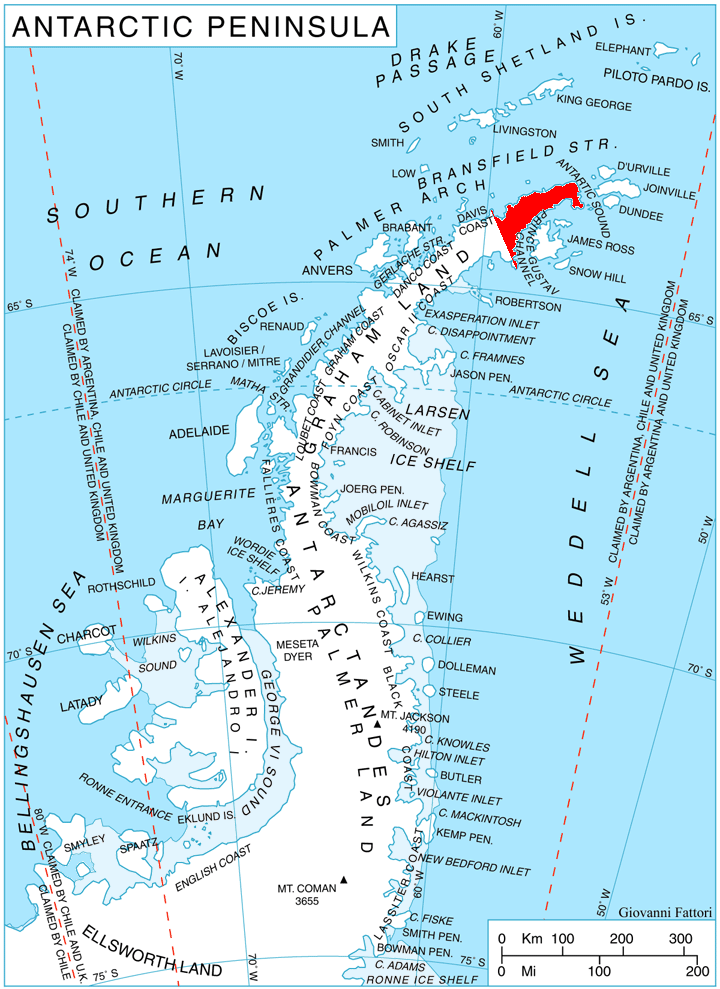
Lage der Trinity-Halbinsel
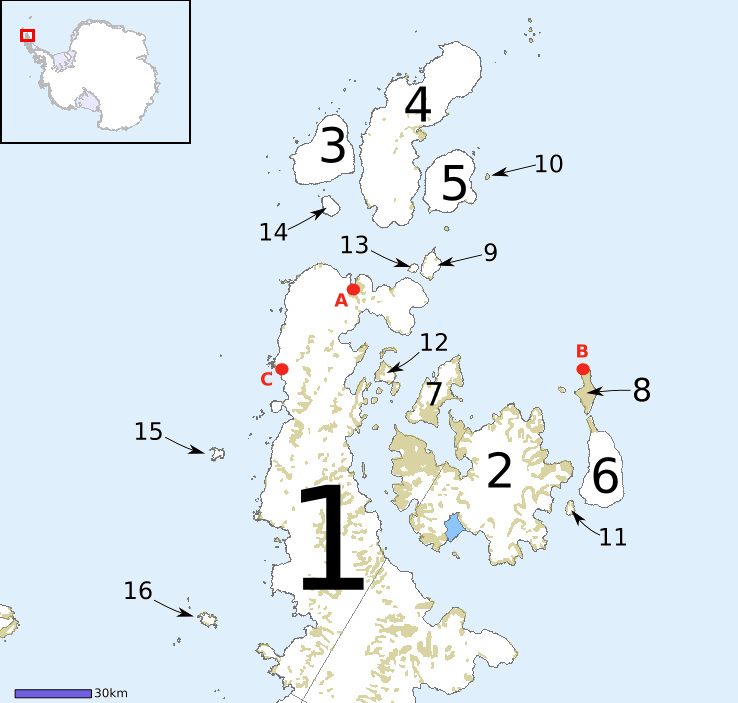
Lage des James-Ross-Insel und der Joinville-Inseln
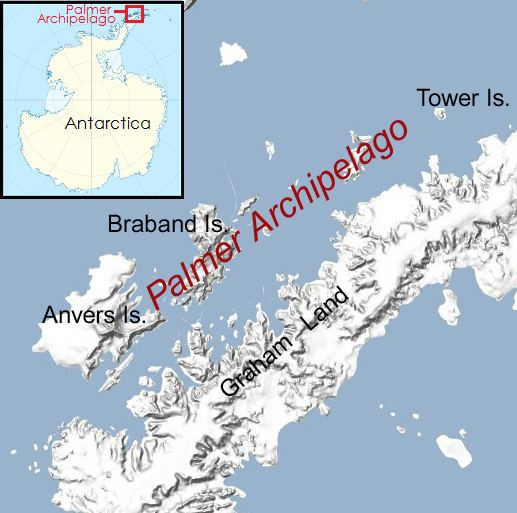
Lage des Palmer-Archipels
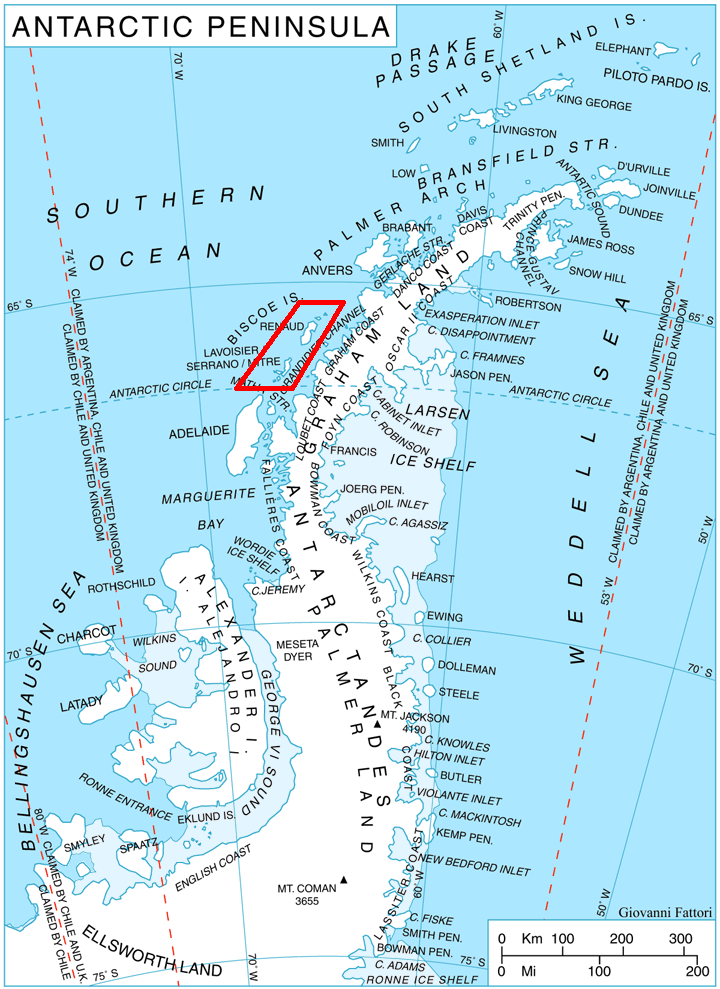
Lage der Biscoe-Inseln
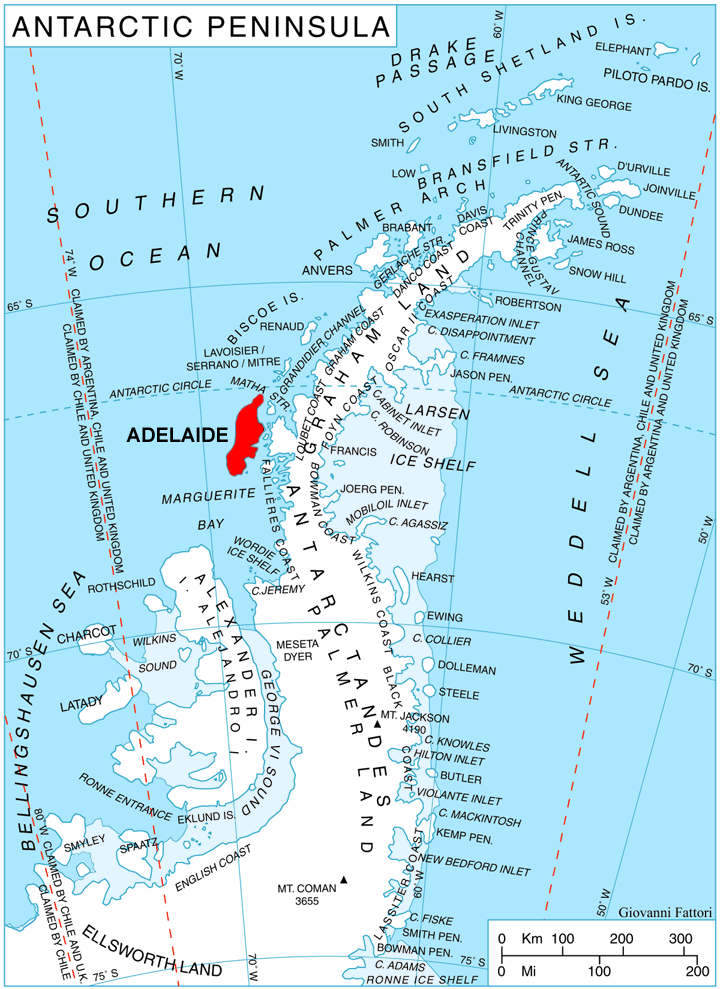
Lage der Adelaide-Insel,
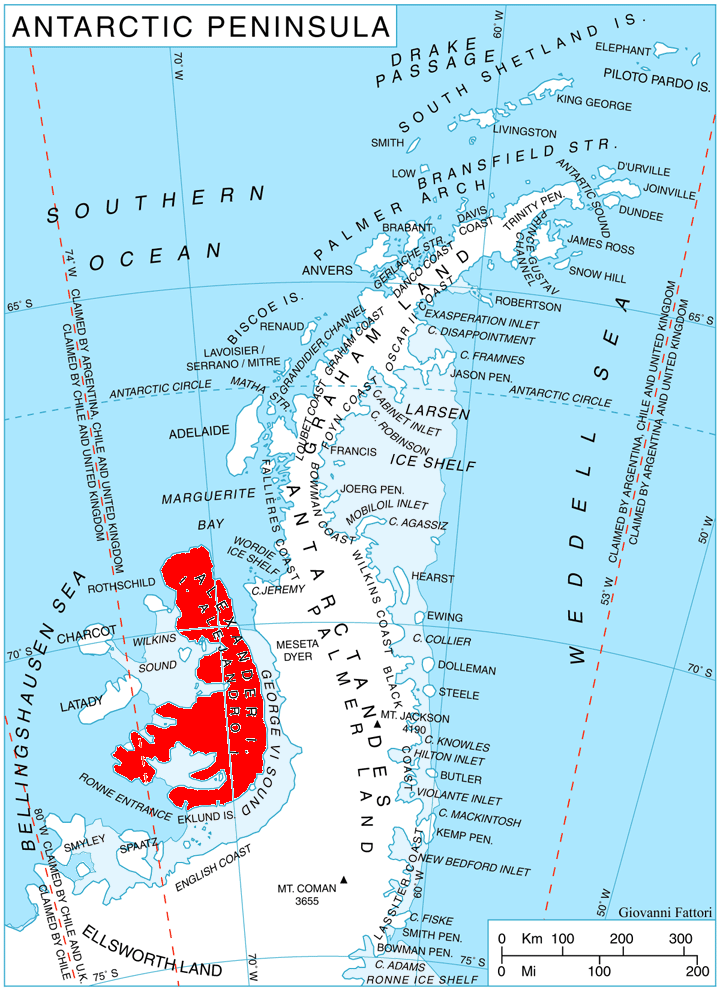
Lage der Alexander-I.-Insel
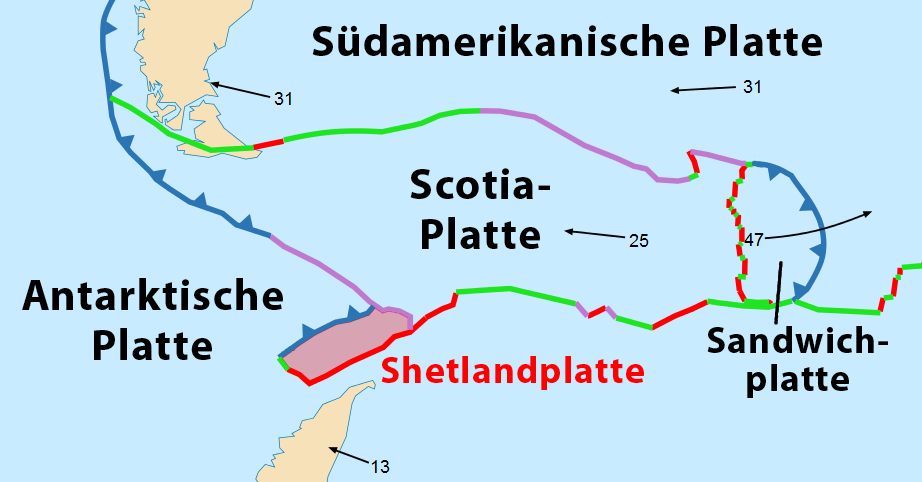
Lage der Shetlandplatte
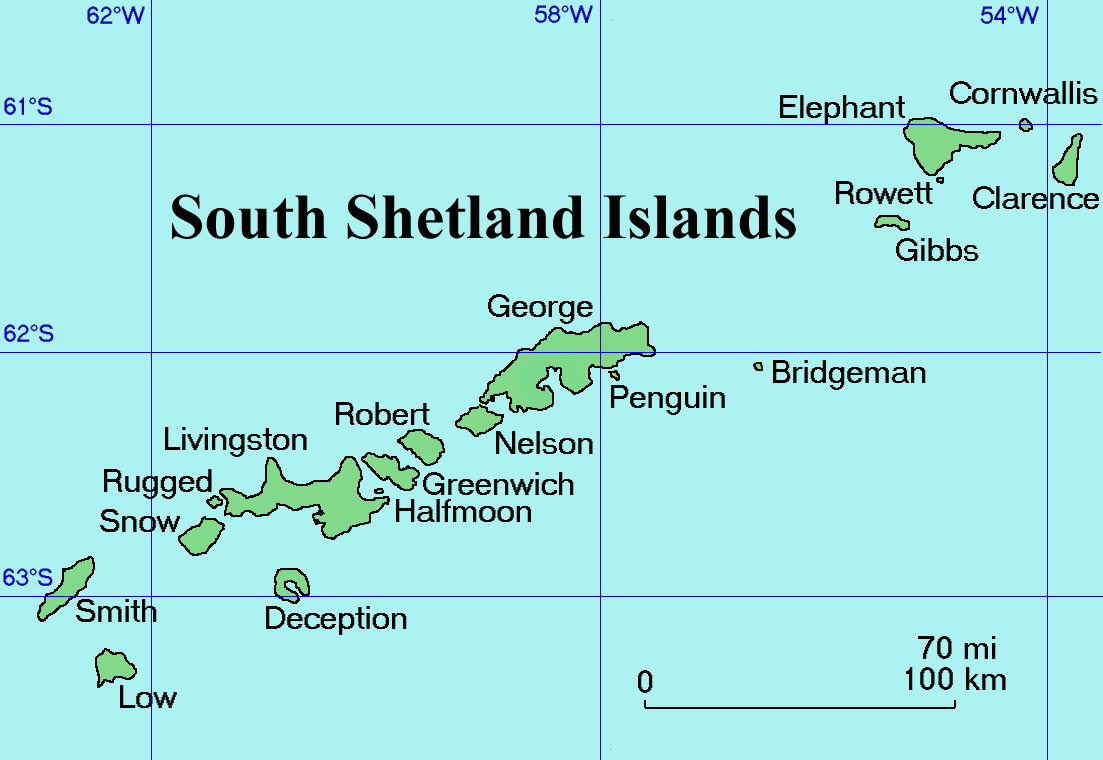
Karte der Südlichen Shetlandinseln

Vorgelagert liegen mehrere Archipele und Inseln unterschiedlicher Größe. wie z. B. die Joinville-Inseln vor der Trinity-Halbinsel, die James-Ross-Insel, die Brabant-Insel und die Anvers-Insel im Palmer-Archipel, der Biscoe-Inseln-Archipel sowie die Adelaide-Insel, beide vor dem südwestlichen Grahamland. Die größte ist die Alexander-I.-Insel vor dem Palmerland. Tektonisch getrennt von der Antarktischen Halbinsel liegt im äußersten Nordwesten die Shetlandplatte mit dem Archipel der Südlichen Shetlandinseln.

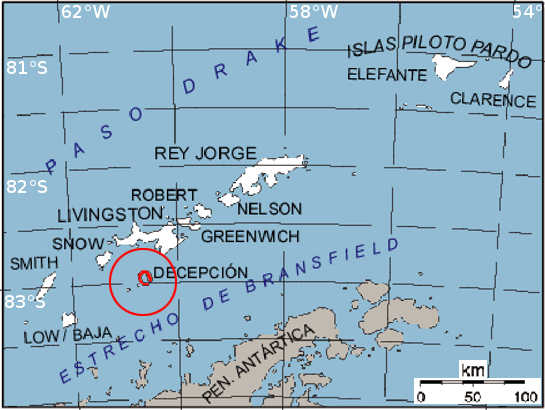
Lage der Bransfieldstraße
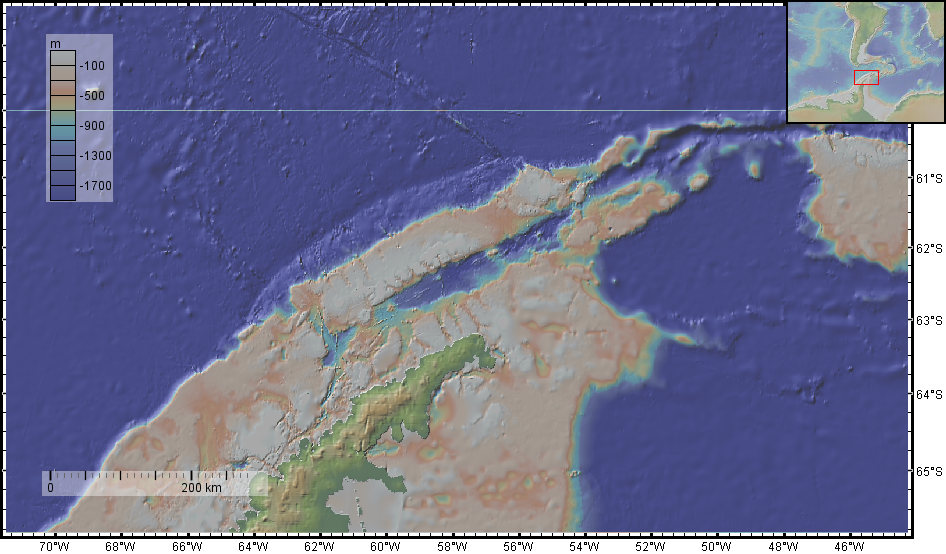
Bathymetrische Karte der Bransfieldstraße
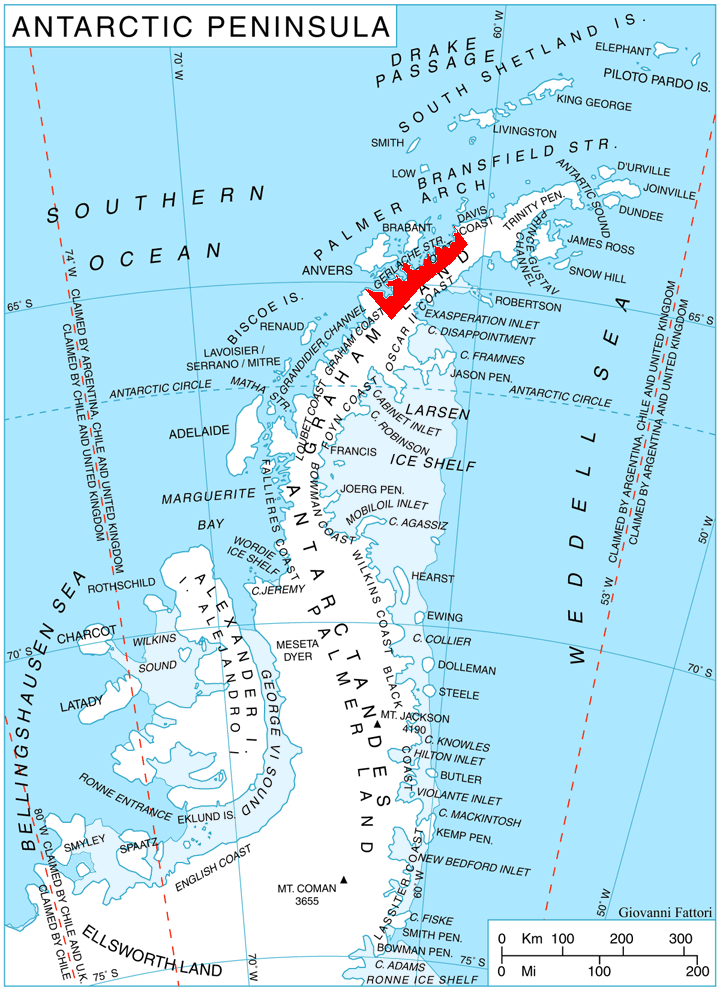
Lage der Danco-Küste
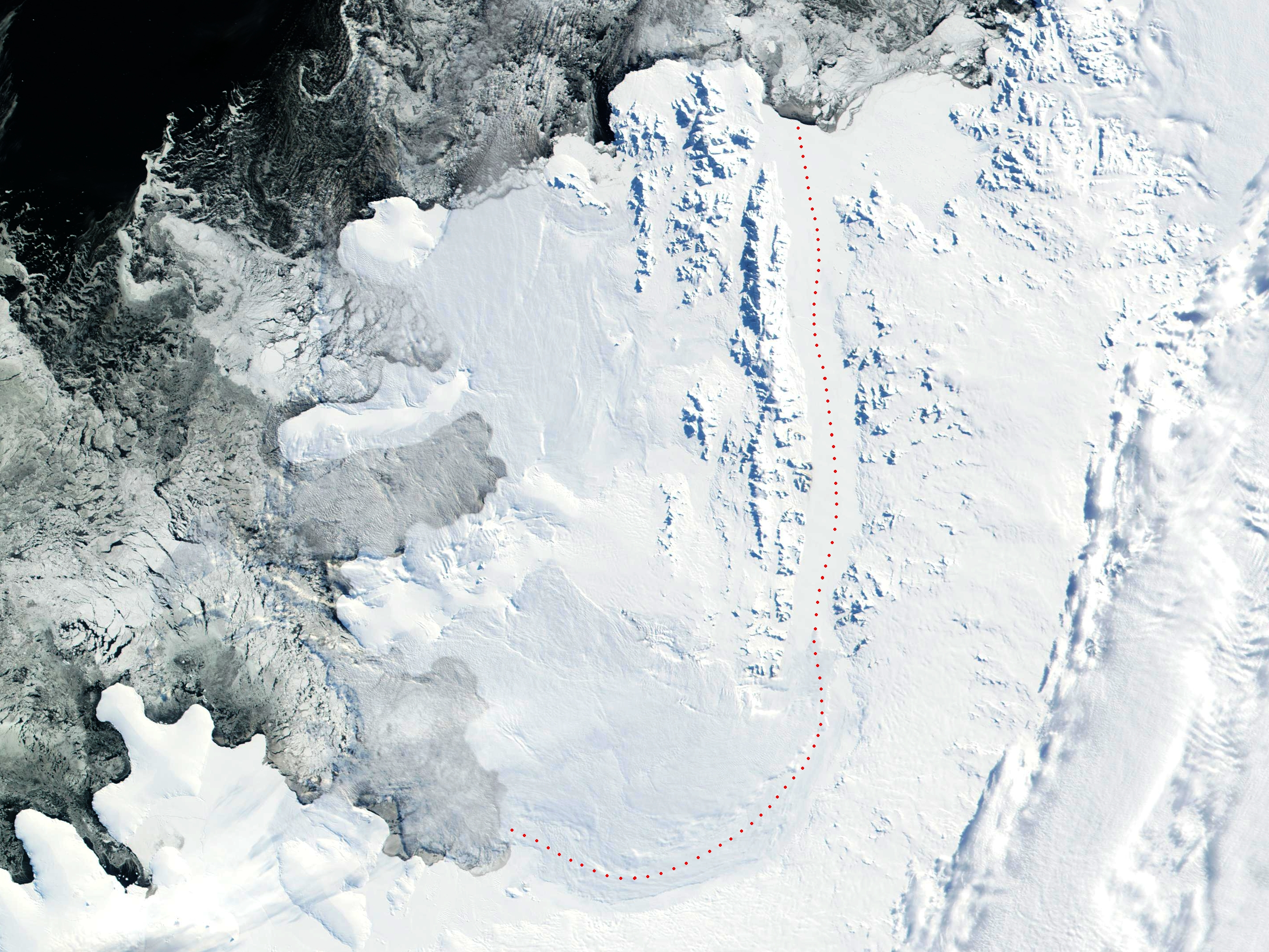
Lage vom George-VI-Sund, durch rote Linie markiert

Die Inseln bzw. -gruppen sind durch Meeresengen bzw. Meeresstraßen vom Festland getrennt. Im äußersten Norden erstreckt sich die Bransfieldstraße. Diese Straße beherbergt eine Kette von Tiefseebergen vulkanischen Ursprungs, einschließlich des derzeit inaktiven Orca Seamount, gefolgt von der Gerlache-Straße (Gerlach Strait), die den Palmer-Archipel von der Danco-Küste trennt, dem Grandidier-Kanal zwischen der Grahamland-Westküste und dem nördlichen Ende der vorgelagerten Biscoe-Inseln und dem George-VI-Sund, welche die Alexander-I.-Insel von der Palmerland-Westküste separiert.

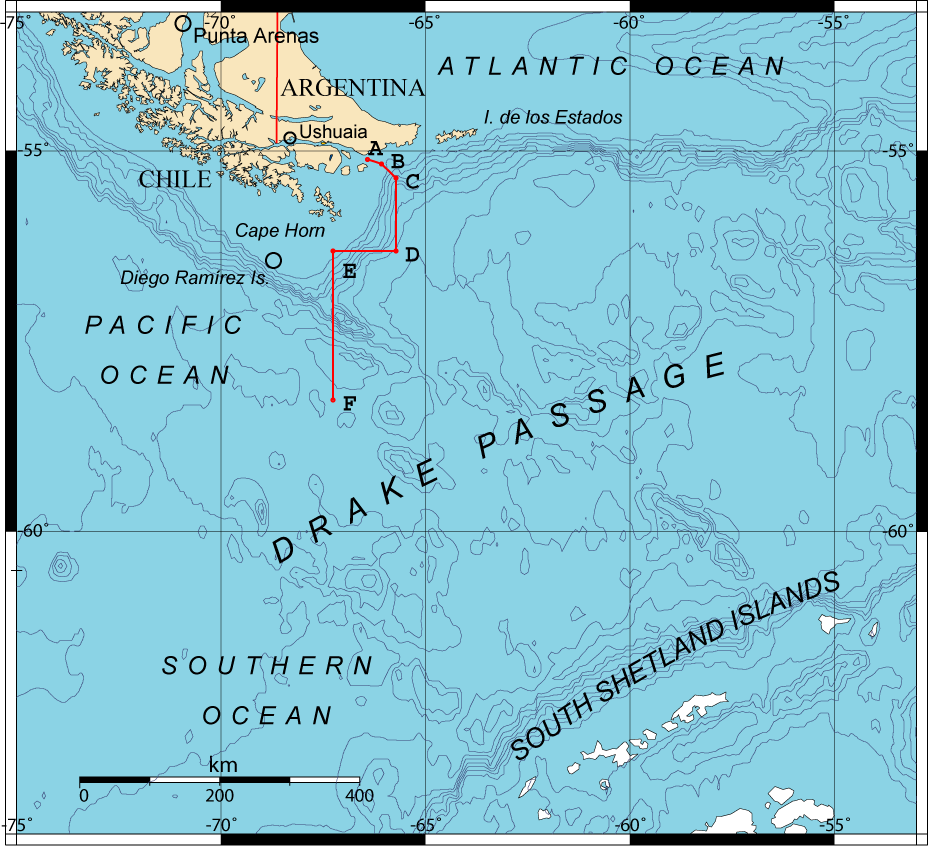
Lage der Drakestraße
Erstreckung des Südlichen Ozean mit der Bellingshausensee und dem Weddellmeer
Karte der Bellingshausensee

Umschlossen wird die Antarktische Halbinsel vom Südlichen Ozean mit den Randmeeren der Bellingshausensee im Westen und dem Weddellmeer im Osten. Bedeckt ist sie fast vollständig vom Antarktischen Eisschild. Die Drakestraße trennt die Nordspitze dar Antarktischen Halbinsel von der Südspitze Südamerikas (Kap Hoorn).

## Erdgeschichtlicher Rahmen
Um etwa 530 mya hatte sich der Großkontinent Gondwana gebildet. Dieser formierte sich i. W. aus Ostgondwana und Westgondwana, letzteres bestehend aus Afrika (siehe auch → Pan-Afrikanische Orogenese) und Südamerika (siehe auch → Brasiliano-Orogenese).

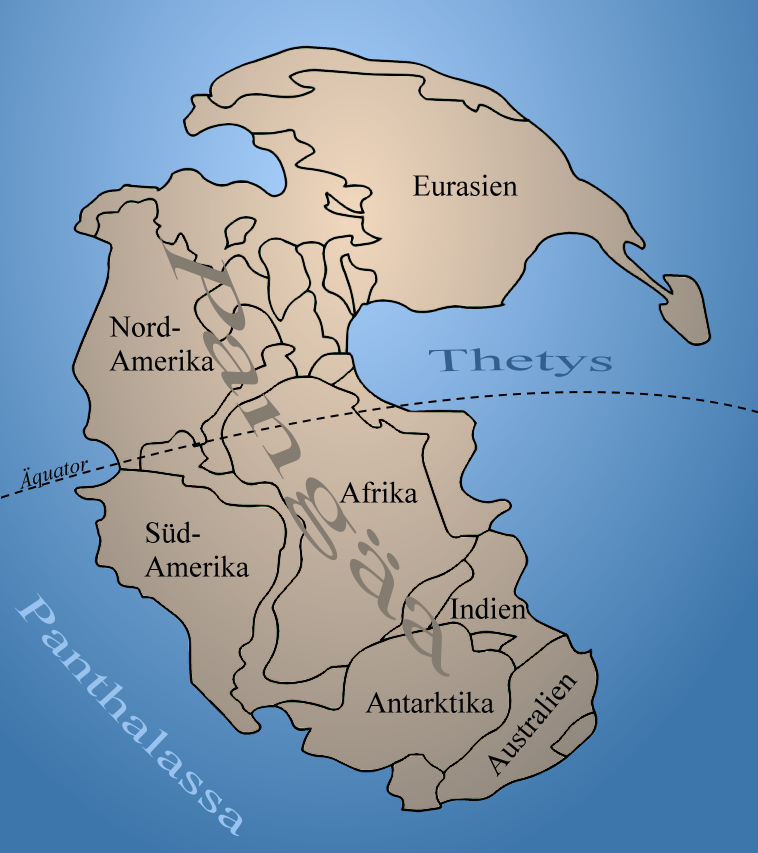
Karte von Pangaea mit dem Panthalassa
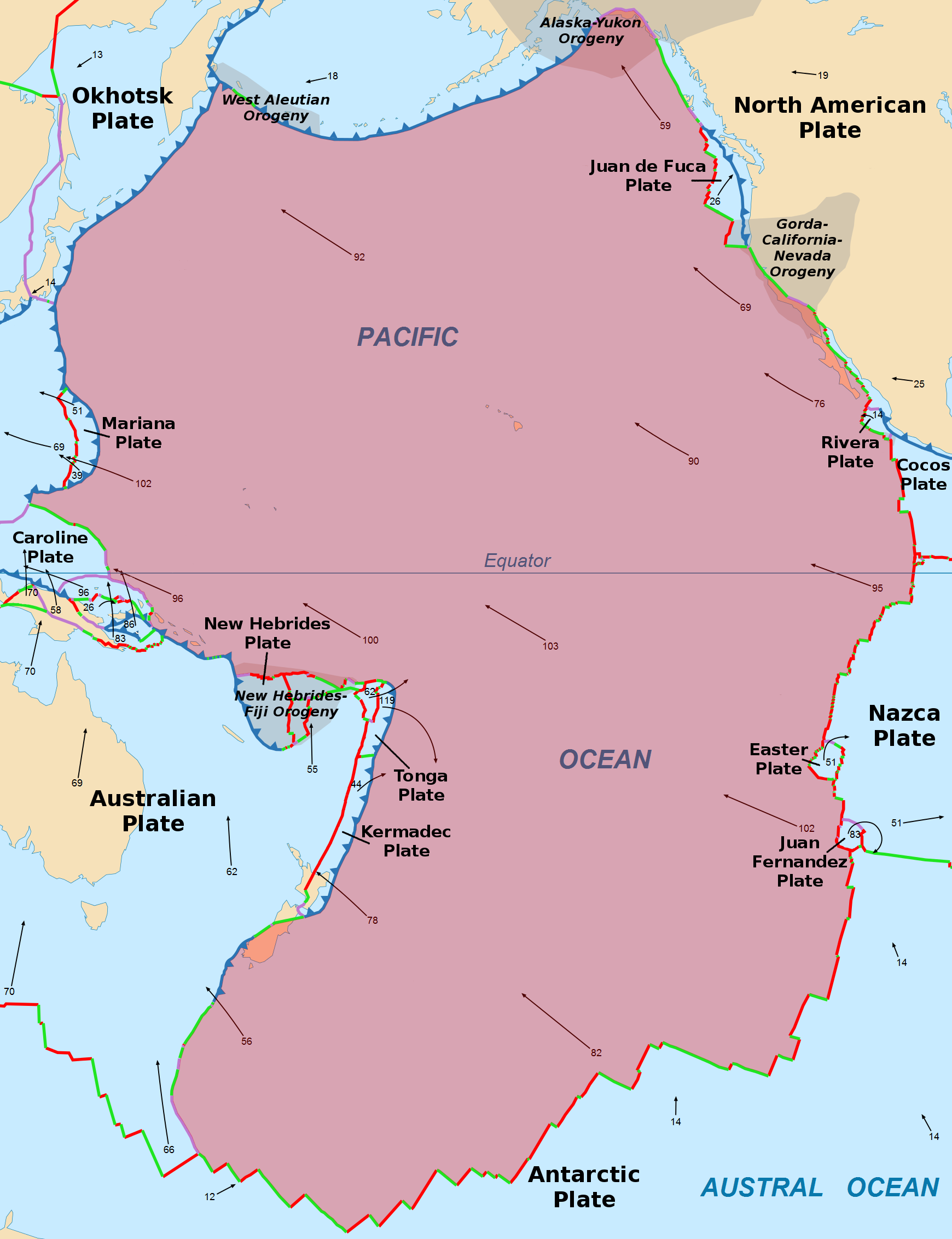
Karte der Pazifischen Platte
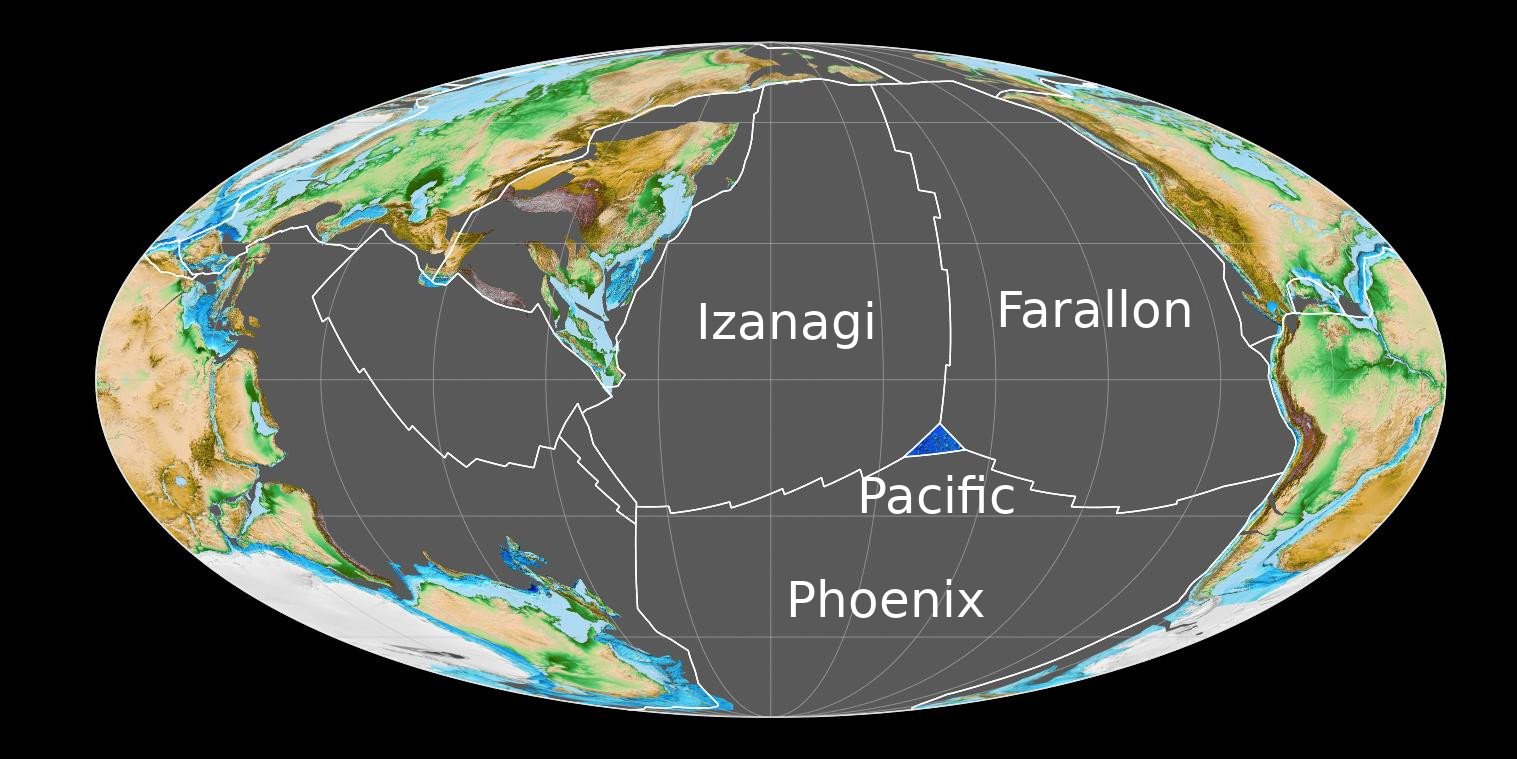
Lage der Phoenix-Platte im Panthalassa um 180 mya

Im späten Karbon um etwa 330 mya entstand der Superkontinent Pangaea mit Gondwana als sein südlicher Konstituent gebildet. Umgeben war Pangaea vom Panthalassa, der auch als Paläo-Pazifik bezeichnet wird. Die südlichen Kontinentalränder Gondwanas erstreckten sich etwa von Australien, über Zealandia, Antarktika bis hin zum südamerikanischen Patagonien. An diesen subduzierte ab dem Perm die Phoenix-Platte. Die Phoenix-Platte bildete eine Triple-Junction-Konfiguration mit der Izanagi-Platte und der Farallon-Platte.

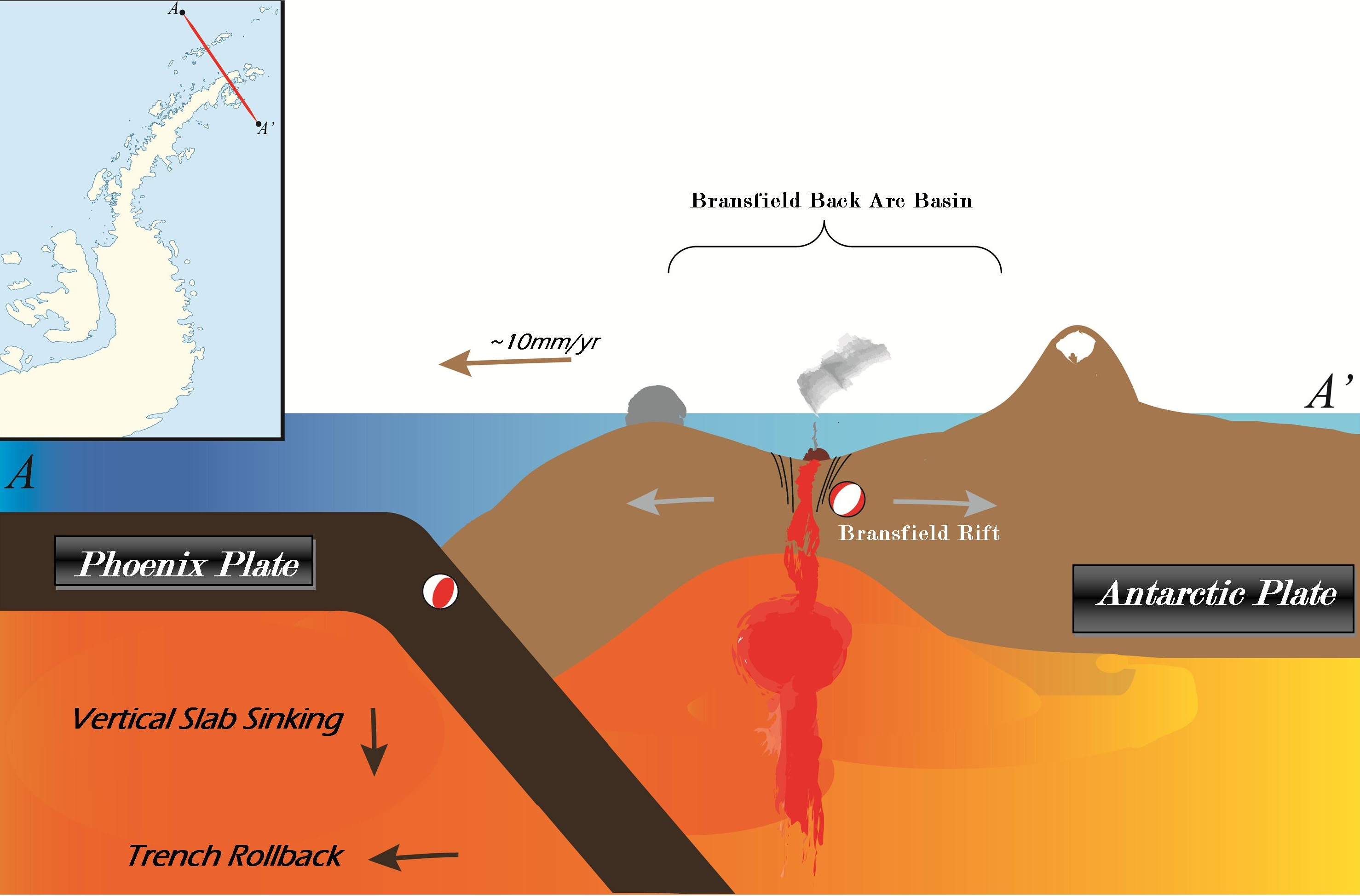
Prinzipdarstellung der Subduktion der Phonix-Platte unter die Antarktischen Halbinsel
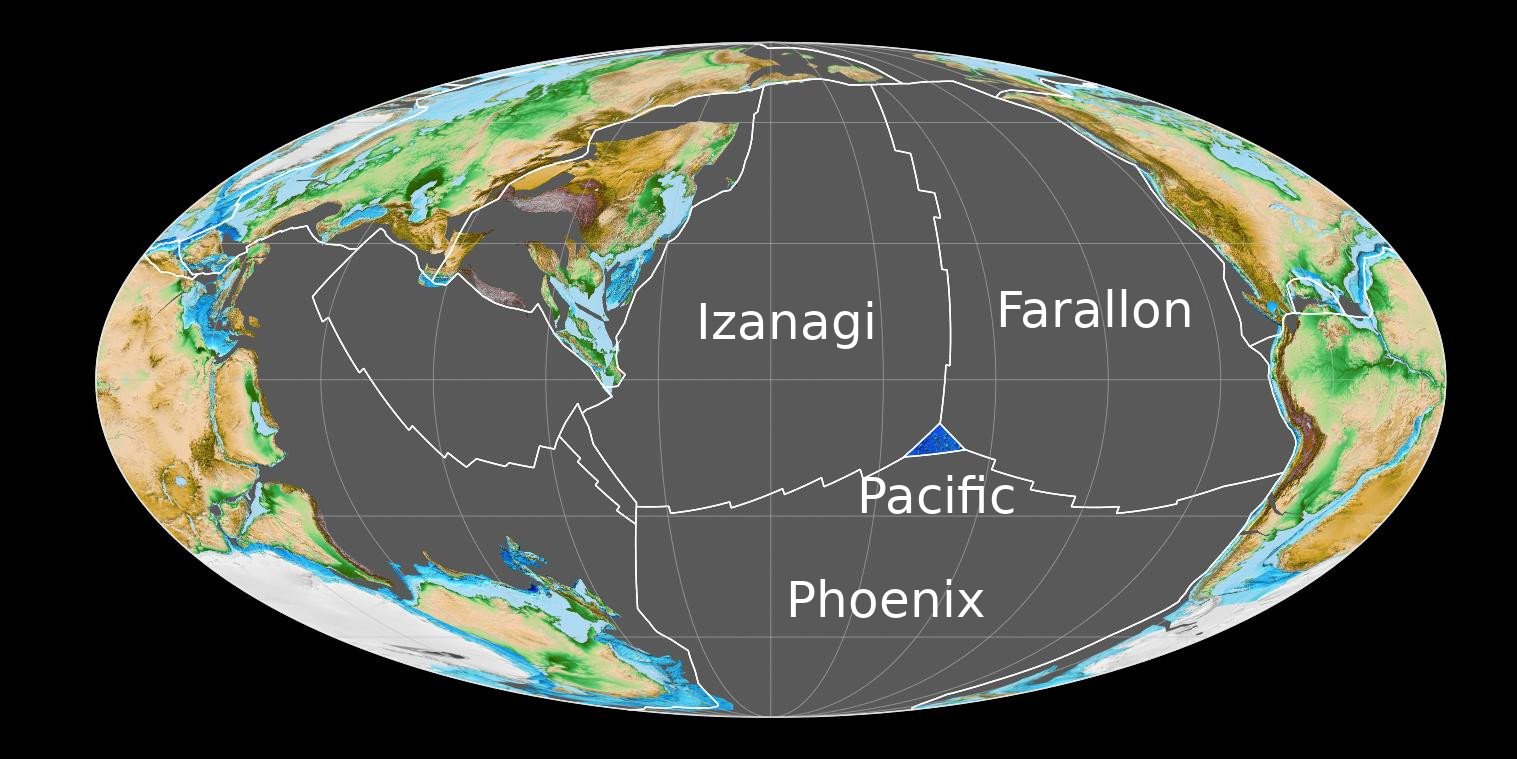
Panthalassa (Paläo-Pazifik) um 180 mya mit der Phoenix-, Izanagi- und Farallon-Platte
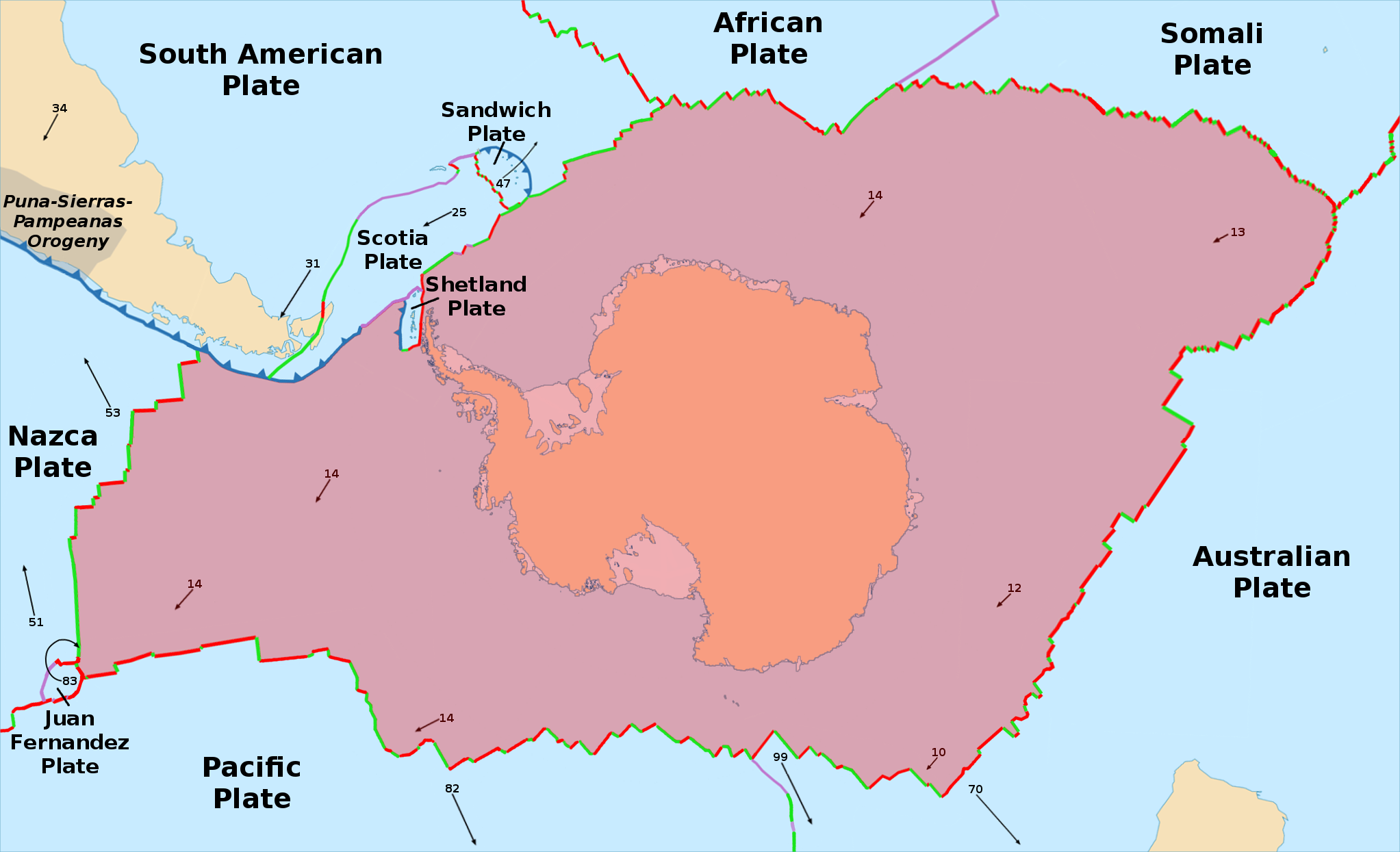
Karte der Antarktischen Platte
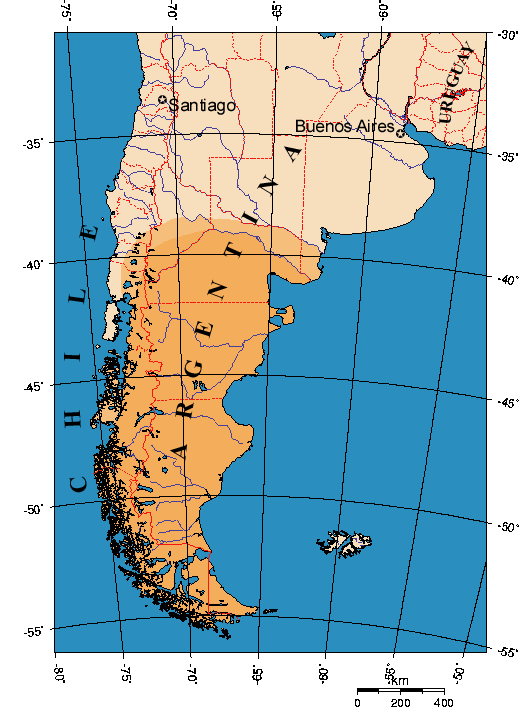
Lage von Patagonien
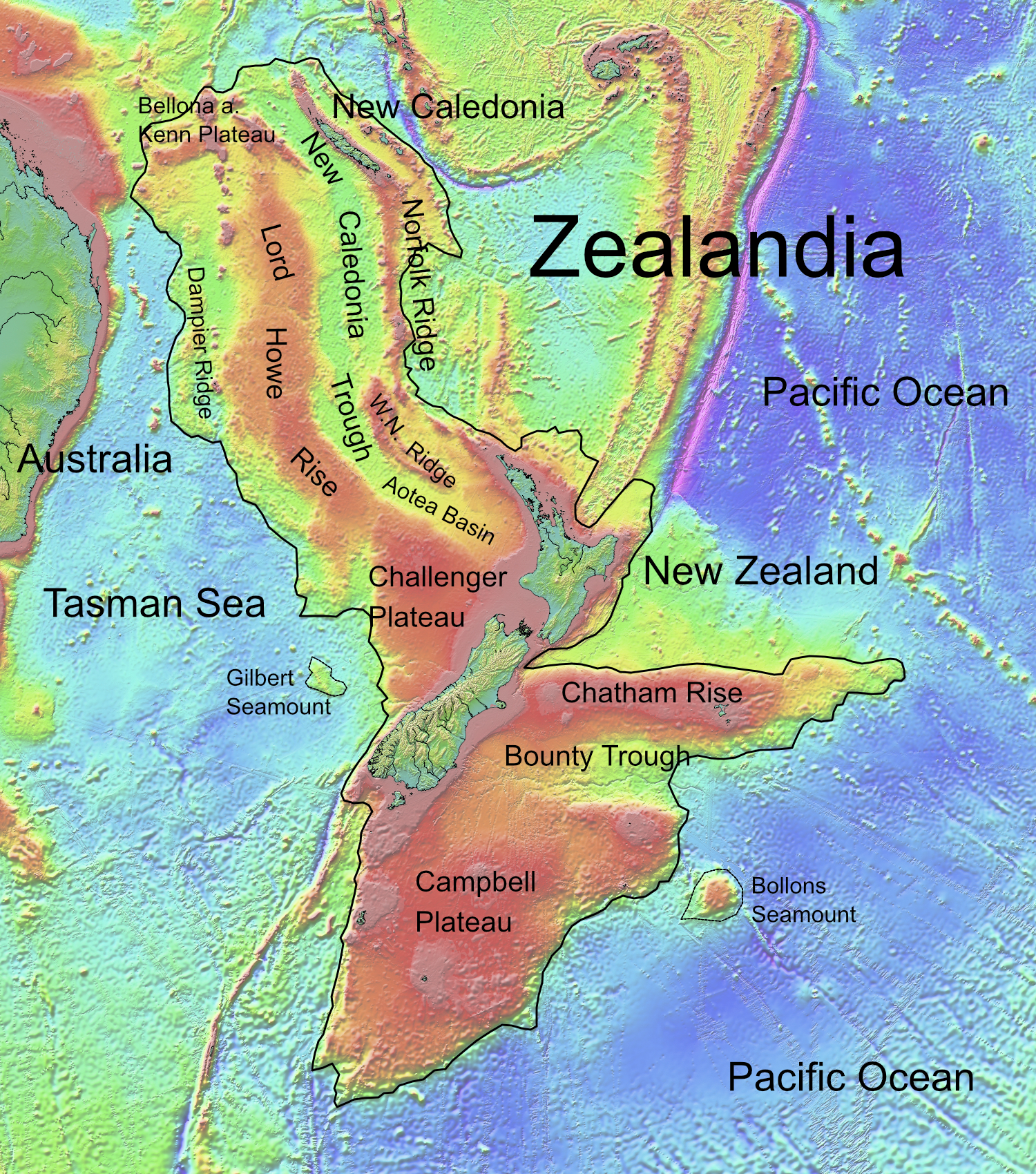
Topographische Karte Zealandias

Im Bereich dieses Subduktionsregimes waren neben der Antarktischen Platte u. a. die damaligen Blöcke von Westantarktika (Marie-Byrd-Land), die Thurston-Insel und das Ellsworth-Whitmore Mountain-Terran, auch die Lord Howe Rise von Nordzealandia, das Campbell Plateau von Südzealandia sowie das Deseado Massif von Patagonien einbezogen. Dieses Massif kollidierte in der mittleren Kreide mit dem North Patagonian Massif. Somit können manche geodynamischen Entwicklungen der Antarktischen Halbinsel auch in Zealandia und Patagonien nachvollzogen werden.
Bis zum Unterjura bildeten die o. g. Krustenblöcke noch den südlichen Kontinentalrand Gondwanas. Mit der weiteren Entwicklung setzte eine Reorganisation der tektonischen Platten ein, mit dem der Zerfall des südlichen Gondwanas begann. Ab etwa 180 mya begann die Trennung Antarktikas von Südamerika und Afrika (siehe auch → Weddellmeer-Riftsystem). In diesem Zeitraum bildete sich auch die Ferrar-Magmaprovinz. Zwischen 100 und 83 mya separierte sich Westantarktika mit der Antarktischen Halbinsel von Zealandia (siehe auch → Westantarktisches Riftsystem).

## Geochronologischer Überblick

### Formierung der Antarktischen Halbinsel

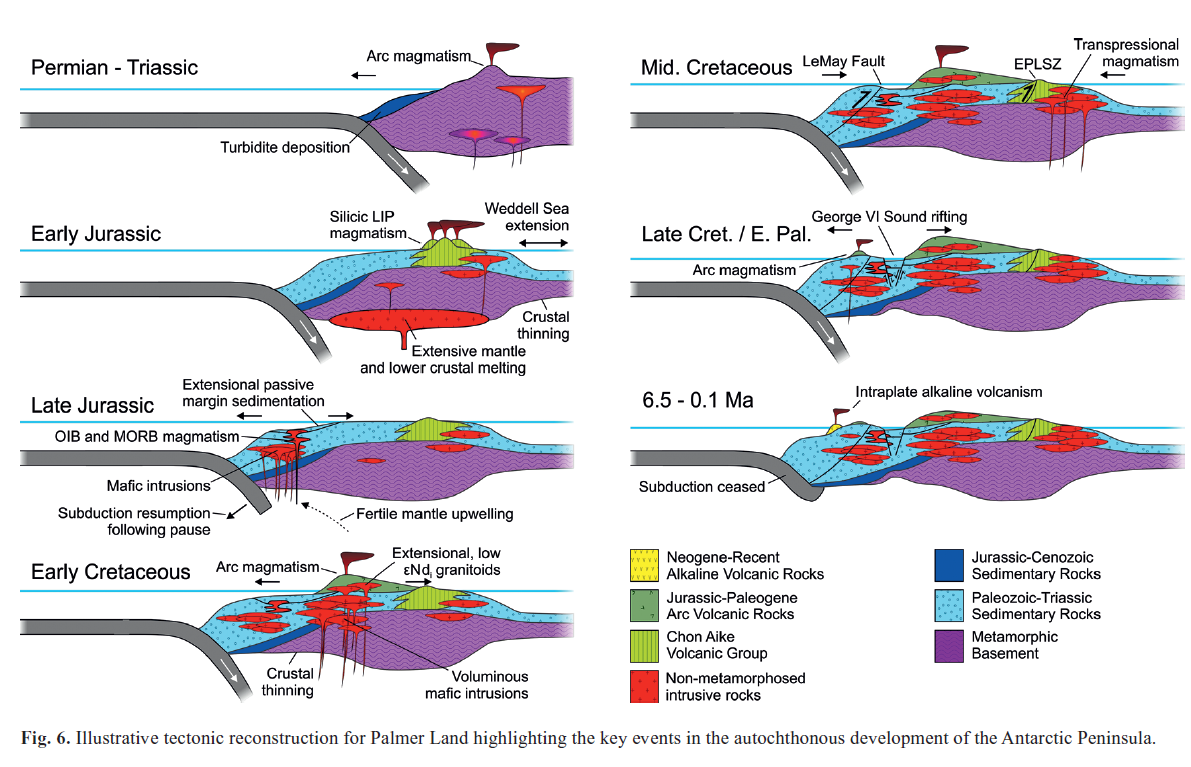
Prinzipdarstellung der tektonischen Entwicklung vom westantarktischen Palmerland mit magmatischen und vulkanischen Ereignissen
Prinzipdarstellung eines aktiven Kontinentalrandes
Prinzipdarstellung eines Backarc-Beckensystems

Infolge der Subduktionsprozesse entwickelte sich anfänglich Vulkanismus auf oder am aktiven Kontinentalrand mit Ausbildung von Vulkangürteln (Vulcanic Arcs) (vergleiche auch → Pazifischer Feuerring). Diese kontinentale Erdkruste war Teil der Antarktischen Platte und bildete das überwiegend ordovizisches Grundgebirge der Antarktischen Halbinsel. An dieses lagerten sich auch diverse Sedimentpakete ab (siehe auch → Trinity Peninsula Group). Diese Phase begann überwiegend im Perm und reichte zeitlich bis zur späten Trias.
Während des beginnenden Zerfalls Gondwanas und der Ausbildung des Weddellmeer-Riftsystems setzten ab dem Unterjura Extensionen (Krustendehnungen) ein unter Ausbildung von Backarc-Becken. Zuerst entstand von etwa 180 bis 177 mya zwischen dem heutigen Palmerland und mehreren ostantarktischen Krustenblöcken das Latady Basin  (siehe auch → Latady Group). Ab ca. 174 mya bildete sich das Riiser-Larsen Basin zwischen dem östlichen Rand von heutigen Grahamland und den nordwestlichen Rändern vom ostantarktischen Coatsland sowie vom Königin-Maud-Land. In diesen Backarc-Becken entwickelten sich früh- bis mitteljurassische vulkanische Prozesse, regional begleitet von magmatischen Intrusionen (siehe auch → Vulkanische Provinzen der Antarktischen Halbinsel und Magmatische Provinzen der Antarktischen Halbinsel). An den Beckenrändern sedimentierten mächtige Sequenzen, wie z. B. die Botany Bay Group und die sedimentär-vulkanoklastischen Ablagerungen der LeMay Group und Fossil Bluff Group sowie die spätjurassische basale Buchia-Buttress-Formation auf der Adelaide-Insel. Letztere entstanden in Forearc-Becken an der westlichen Seite der Antarktischen Halbinsel. Gegen Ende des Juras endeten die Subduktionsprozesse und auch die felsischen rhyolithischen Magmafreisetzungen. Dagegen entstanden in den Forearc-Becken Krustendehnungen verbunden mit dem Aufstieg von mafischen MORB (mid ocean ridge basalt) und OIB (ocean island basalt).
Ab der frühen Kreide setzten die Subduktionsprozesse wieder ein. Fortgesetzte Krustendehnungen führten zu Teilschmelzen des Erdmantels und Intrusionen von Granitoiden in Bereichen der zentralen Antarktischen Halbinsel. Des Weiteren entwickelten sich Kontinentalrand-Vulkangürtel, die sich bis zur mittleren Kreide fortsetzten. In der mittleren Kreide platzierte sich in südöstlichen Bereichen von Palmerland die kalkalkalischen Intrusionen der Lassiter Coast Intrusive Suite. Diese entstanden in einem Backarc-Becken infolge von Kompressionen und Scherungen (Transpressionen) während des Palmer Land Events. Dieser ist Ausdruck für die Kollision der Eastern Domaine mit der Central Domaine der Antarktischen Halbinsel (siehe → Geologische Domainen).
Zwischen der späten Kreide und dem frühen Paläogen führten Extensionen in Forearc-Becken zur Entstehung vom George-VI-Sund zwischen der Alexander-I.-Insel und dem westlichen Rand von Palmerland mit weiteren magmatischen Ereignissen auf der Alexander-I.-Insel, Adelaide-Insel, Brabant-Insel und nördlichen Bereichen der Antarktischen Halbinsel, insbesondere auf der Shetlandplatte mit den Südlichen Shetlandinseln, bevor letztere durch die Bransfieldstraße bzw. dem Bransfield Trough vom nordwestlichen Grahamland getrennt wurden.
Entlang der Antarktischen Halbinsel schwächte sich zwischen dem späten Miozän um ca. 6,5 mya und dem ausgehenden Quartär um ca. 0,1 mya die Produktion von verstreutem alkalischem Vulkanismus  ab. Diese Vulkanite zeigen eine Änderung der eruptiven Umgebung von Subduktions- zu Extensionsregimen. Ihre Hauptexpositionen befinden sich auf der Shetlandplatte mit den Südlichen Shetlandinseln, um die James-Ross-Insel und auf der Alexander-I.-Insel.

### Separierung der Antarktischen Halbinsel von Südamerika

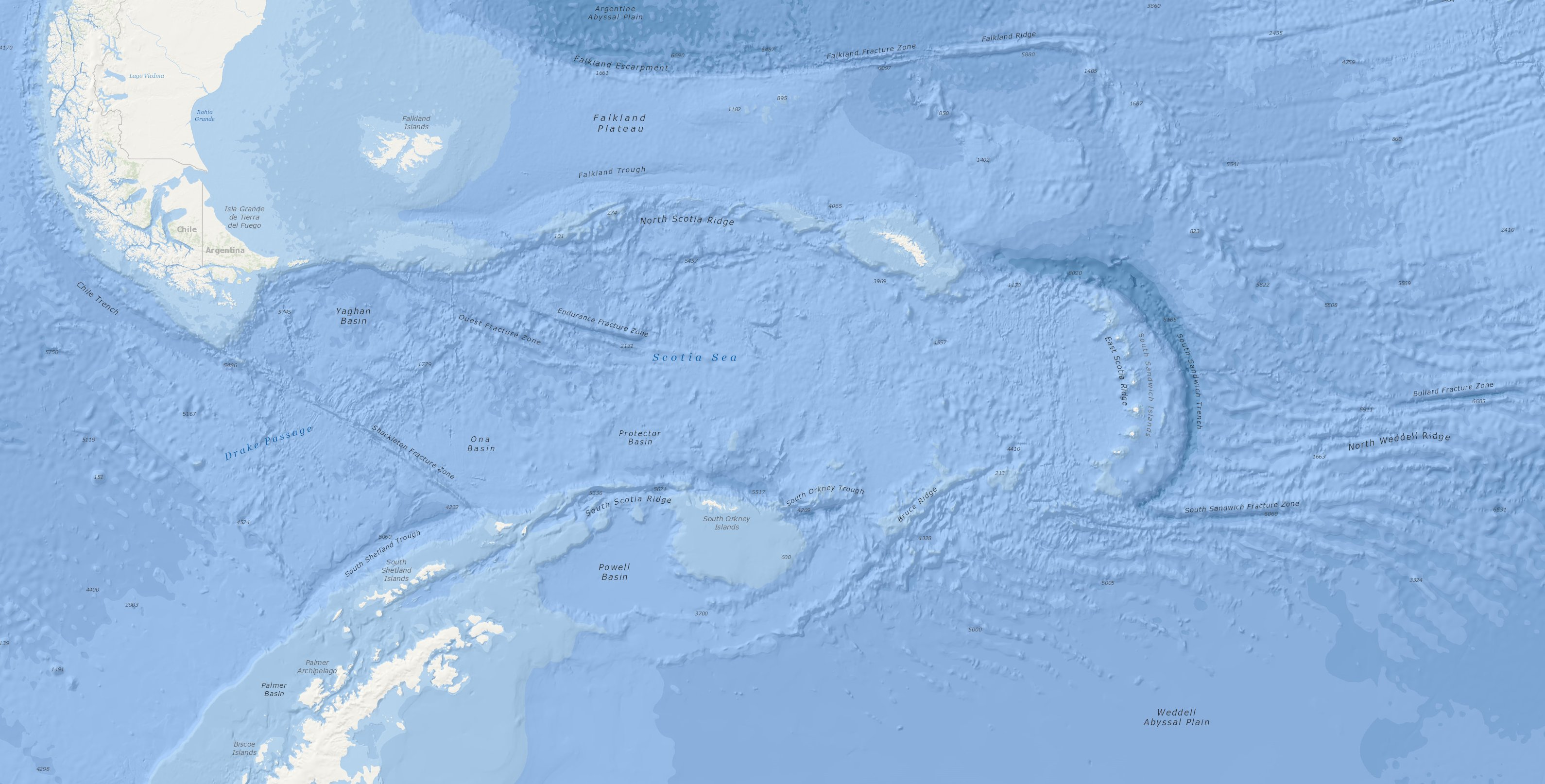
Bathymetrische Karte des Scotia-Bogens
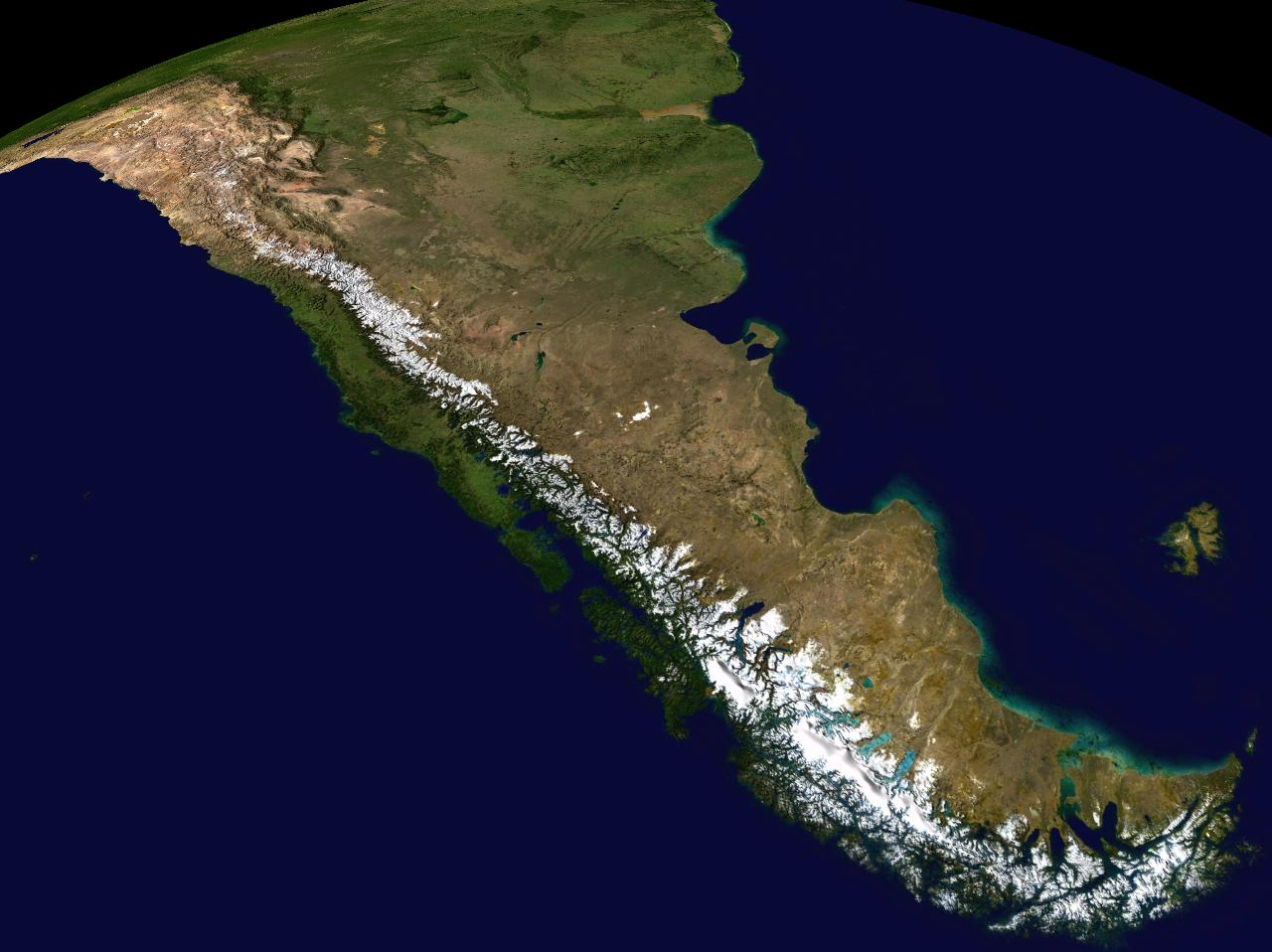
Satellitenaufnahme der Südanden
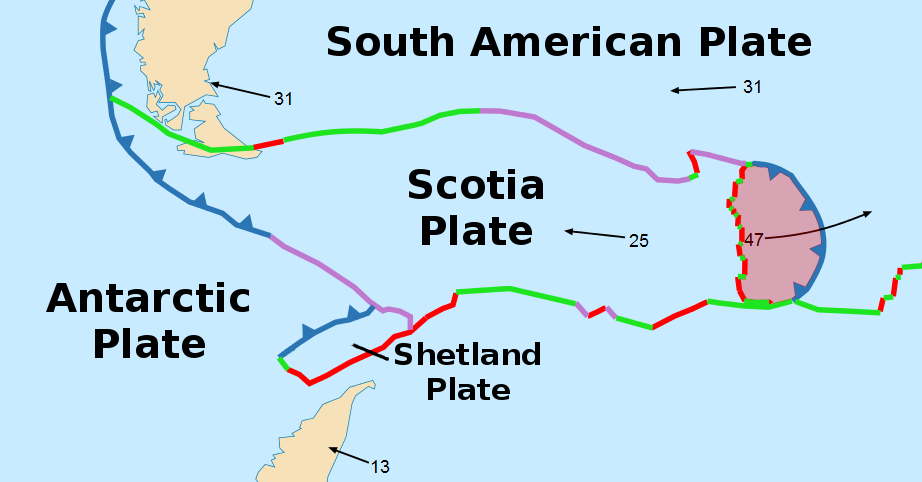
Lage der Sandwichplatte
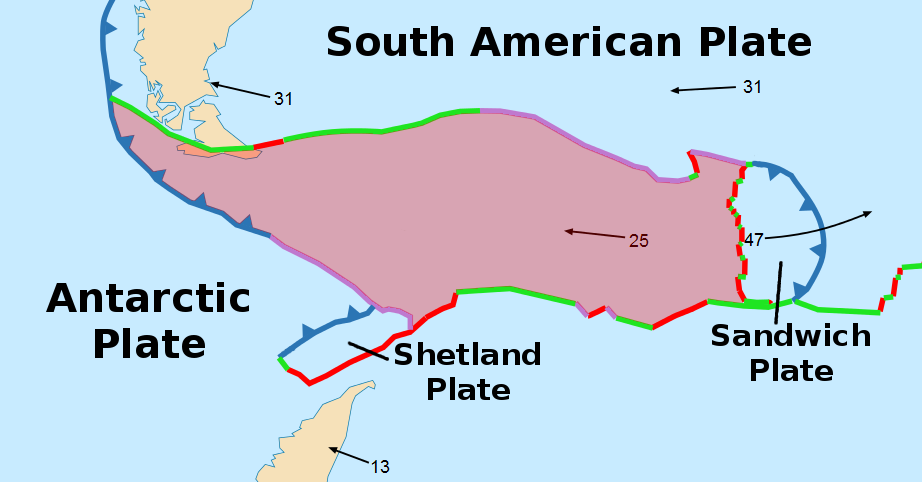
Lage der Scotia-Platte
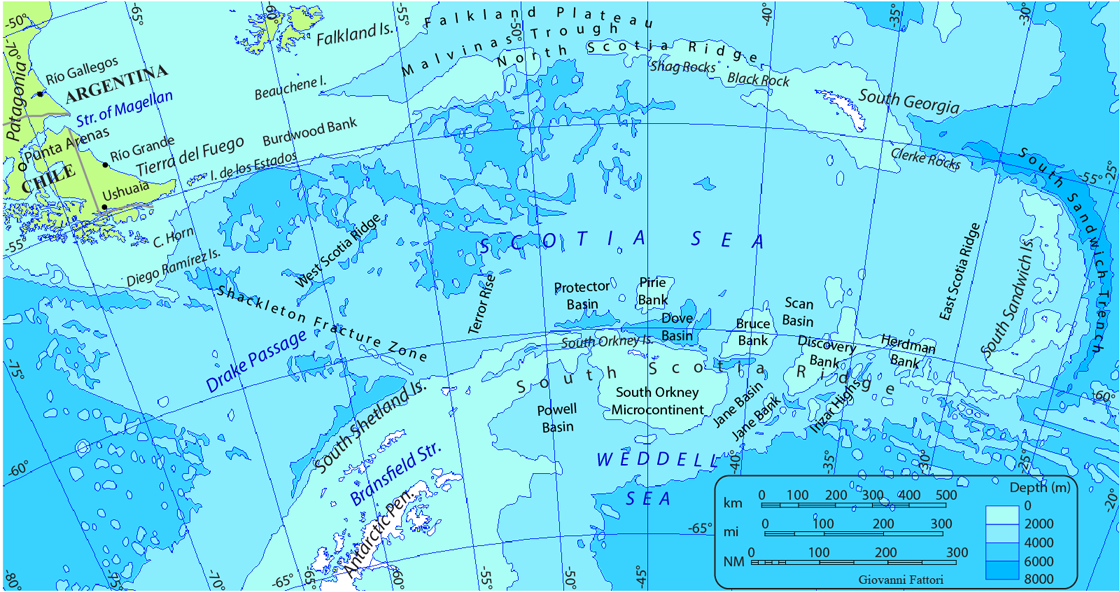
Karte der Scotiasee
Beginnende Öffnung der East Scotia Ridge und nachfolgende Ausbildung des Antarktischen Zirkumpolarstroms
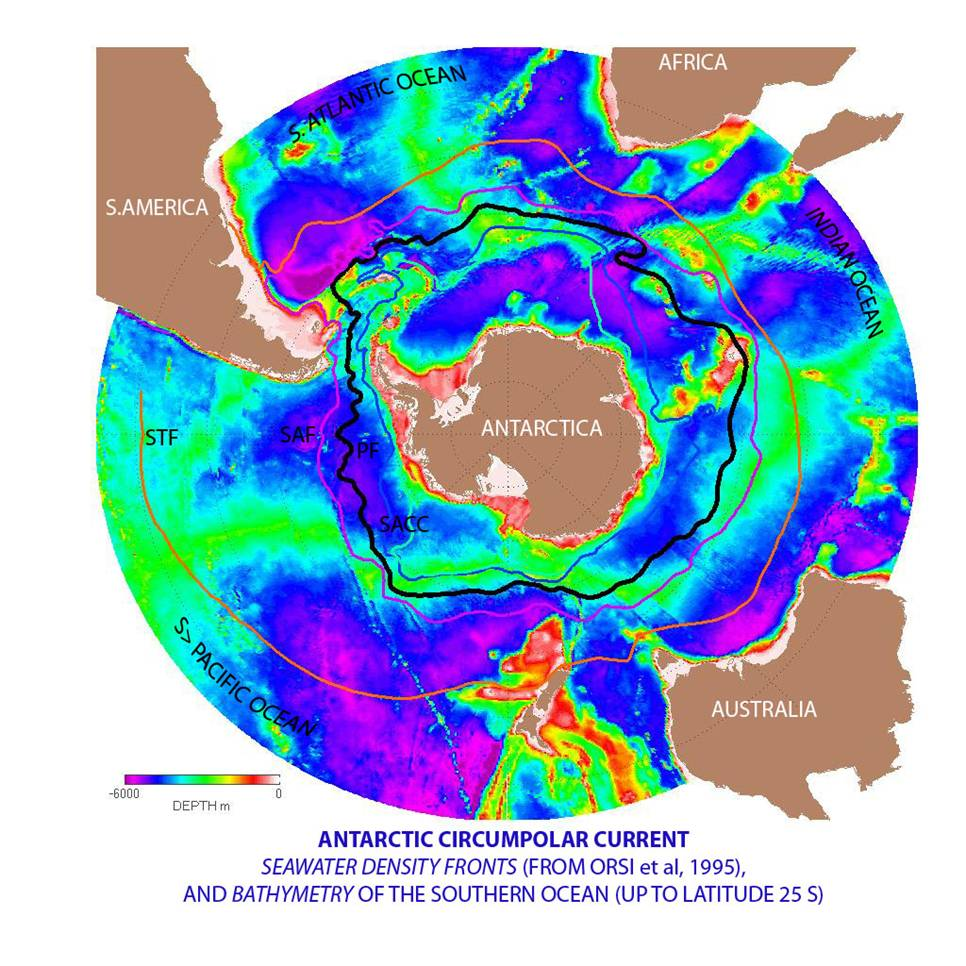
Lage des Antarktischen Zirkumpolarstroms

Die Separierung der Antarktischen Halbinsel hängt mit der fortschreitenden Öffnung des Weddellmeer-Riftsystems und dem beginnenden Zerfalls Gondwanas zusammen. Plattentektonische Prozesse führten zur Reorganisation der Lithosphärenplatten.
Vor 52 Millionen Jahren (Ma) bestand eine Landbrücke zwischen dem südlichen Patagonien und der nördlichen Spitze der Antarktischen Halbinsel aus einer dichten Ansammlung von kontinentalen Fragmenten. Die Landbrücke trennte den damaligen Südpazifik vom Südatlantik. Ab ca. 50 mya dehnte sich die Landbrücke infolge beginnender Bewegung von Südamerika in einer WNW-ESE-Richtung relativ zur Antarktischen Halbinsel.
Die beginnende Spreizung eines Mittelozeanischer Rückens (East Scotia Ridge) in der Scotia-Platte führte zwischen 34 und 30 mya zu bedeutenden Änderungen in den Öffnungen zwischen den Krustenfragmenten. Zum ersten Mal wurde ein durchgehender 1000 bis 3000 m mitteltiefer Kanal durch die Scotiasee über die neuen Ozeanrückensysteme im westlichen und zentralen Teil der Scotia-Platte
geschaffen. Das Weddellmeer hatte Zutritt in diese Bereiche. Zu diesem Zeitpunkt war auch eine tiefe Verbindung zur Tasmanian Passage hergestellt, so dass ein vollständiger zirkumpolarer Tiefenpfad existierte, der die Entwicklung zirkumpolarer Fronten, wie der Antarktischen Polarfront und des Antarktischen Zirkumpolarstroms ermöglichte.
Um 20 mya war die Spreizung in der westlichen Scotiasee gut etabliert, und ein Tiefwasserpfad existierte von der Shackleton Fracture Zone bis zu Bereichen nördlich und südlich der Südlichen Orkneyinseln. Mit den o. g. tektonischen Prozessen bildete sich auch die Drakestraße.

## Geologische Domainen
Aus verschiedenen Untersuchungen wird geschlossen, dass die Antarktische Halbinsel aus überwiegend autochthonen (vor Ort entstandenen) Krusteneinheiten unterschiedlicher Entwicklungsgeschichte am Kontinentalrand Gondwanas besteht. Infolge von Subduktionsprozessen bildete sich ab dem Ordovizium ein bogenförmiger Gebirgsgürtel. Charakteristische Merkmale sind gut erhaltene Inselbogen-Komplexe mit Backarc-Becken und Forearc-Becken, magmatische und vulkanische Abfolgen, sedimentäre Sequenzen sowie Faltungs- und Überschiebungstektonik, Deformationen und Metamorphosen.
Die Antarktische Halbinsel kann in mehrere geologische Domainen aufgeteilt werden. Sie sind durch ihre jeweiligen tektonischen Entwicklungen und regionalen geologischen Merkmale charakterisiert.
- Eastern Domain

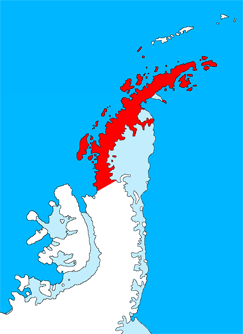
Lage von Grahamland
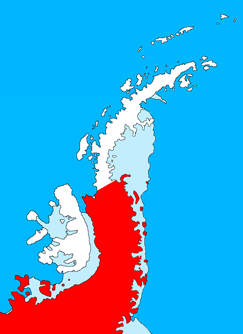
Lage von Palmerland

Die Eastern Domain nimmt ganz Grahamland ein sowie den Osten und fast gänzlich den Südosten von Palmerland. Sie bildete sich am damaligen Kontinentalrand Gondwanas und enthält die autochthonen Gesteinspakete. Die ältesten Aufschlüsse sind das metamorphe gondwanische Grundgebirge im östlichen Grahamland und die sedimentäre Trinity Peninsula Group im Norden Grahamlands. Im Südosten Palmerlands entwickelte sich die sedimentäre Latady Group. Ebenfalls im südöstlichen Palmerland entstanden die ausgedehnten Intrusionen der Lassiter Coast Intrusive Suite und die vulkanische Chon Aike Volcanic Group. Im äußersten Nordosten Grahamlands befinden sich neogene bis rezente Vulkanite. Im äußersten Südwesten treten die FitzGerald Bluffs und Erewhon Beds zu Tage, die jedoch vermutlich allochthonen (ortsfremden) Ursprung sind.
Die Geologie des östlichen Grahamlandes korreliert eng mit Abfolgen Patagoniens sowie mit der dortigen großen Eruptivprovinz Chon Aike Volcanic Province. Außerdem wird angenommen, dass die Eastern Domain der AH mit der Western Province Neuseelands vergleichbar ist, wo frühpaläozoische Sedimentgesteine und spätpaläozoische bis kreidezeitliche Granitoide den gondwanischen Kontinentalrand bilden.
- Central Domain

Die Central Domain wird interpretiert als ein allochthoner Bogen aus überwiegend magmatischen Einheiten, der von einem älteren kontinentalen Grundgebirge unterlagert wird. Während des Palmer Land Events akkretierte die Central Domain entlang der Eastern Palmer Land Shear Zone an die Eastern Domian. Die äußerste nördliche Ausdehnung erstreckt sich westlich von Grahamland und schließt die dortigen vorgelagerten Inseln ein. Etwa zwischen Grahamland und Palmerland tritt an den östlichen und westlichen Rändern das Grundgebirge zu Tage. Der überwiegende Bereich der Central Domain wird durch die Vulkanische Provinzen der Antarktischen Halbinsel (Antarctic Peninsula Volcanic Group) eingenommen, in die Magmatite intrudierten.
Die Central Domän korreliert mit dem karbonischen bis kreidezeitlichen Kontinentalrand-Magmatismus und den Sedimenten der Median Tectonic Zone Neuseelands, die zumindest teilweise allochthon sind. Diese Zone wird durch die heutige Alpine Fault in einen nördlichen und einen südlichen Sektor getrennt.
- Eastern Palmer Land Shear Zone

Die Eastern Palmer Land Shear Zone ist eine große duktile bis sprödduktile Scherzone. Sie ist stellenweise bis zu 20 km breit mit einer lateralen Ausdehnung von mindestens ca. 1500 km bis vermutlich über 3000 km. In ihr kommen Orthogneise, Metabasite und verschiedenartige Metasedimente vor. Sie unterlagen einer Amphibolit-Fazies. Der Verlauf der Scherzone wird anhand von Aufschlüssen von Brekzien, Myloniten und Pseudotachyliten interpretiert, die charakteristisch für tektonische Schervorgänge sind. Analysen datieren die Gesteine und deren Deformierungen zwischen 107 und 103 mya. Diese Periode der Deformation wird allgemein als das Palmer Land Event bezeichnet und dokumentiert die vermutliche Akkretion zwischen der Eastern und Central Domain.
- Western Domain

Die Western Domain liegt westlich der Central Domain. Sie umfasst hauptsächlich die Südlichen Shetlandinseln im äußersten Nordwesten vor der Antarktischen Halbinsel, die Adelaide-Insel im südwestlichen Bereich vor Grahamland und die Alexander-I.-Insel vor dem Nordwesten Palmerlands. Diese Inseln bzw. Inselgruppen sind durch unterschiedlich ausgeprägte Meeresstraßen vom Festland getrennt. Es wird angenommen, dass sich die Western Domain in Forearc-Becken vor oder am Rand der Central Domain entwickelte.
Vermutlich korreliert die Western Domäne mit der Eastern Province Neuseelands, wo permische bis kreidezeitliche sedimentäre Einheiten als allochthone Vulkangürtelkomplexe interpretiert werden, die während der akkretierten.

## Regionale Geologie
Die geodynamische Entwicklung der Antarktischen Halbinsel kann in die Bildung des Grundgebirges, mehrerer Sedimentprovinzen sowie magmatischer und vulkanischer Provinzen gegliedert werden.

### Grundgebirge
Das Grundgebirge der Antarktischen Halbinsel tritt in Aufschlüssen im Nordwesten und Nordosten von Palmerland und im Westen und Osten von Grahamland auf. Es besteht überwiegend aus Metabasiten (metamorph überprägte basische Gesteine), verschiedenartigen Gneisen und Graniten.
Im Grahamland liefern Dioritgneise am Eden-Gletscher frühordovizische Alter von Protolithen (Ausgangsgesteinen) von 487 und 485 mya. Sie stellen die ältesten in situ-Gesteine dar, die auf der Antarktischen Halbinsel identifiziert wurden. Vergleichbarer Magmatismus lässt sich im heutigen Patagonien im North Patagonian Massif und im Deseado Massif sowie im Famatina Complex im Nordwesten vom heutigen Argentinien nachweisen. Aus ihnen kann auf eine gemeinsame tektonische Vergangenheit vor dem Zerfall Gondwanas geschlossen werden. Im nordwestlichen Palmerland bildeten sich silurische Gneise um 435 mya und 422 mya.
Obwohl keine vorordovizische Gesteinsaufschlüsse gefunden wurden, kommen detritische (verschleppte) Zirkone häufig in mesoproterozoischen bis kambrischen Klasten vor. Deren Alter datieren zwischen ca. 1880 mya und 530 mya. Spärliche Gesteinkörner weisen mesoarchaische bis paläoproterozoische Alter bis zu ca. 3161 mya auf. Weitere Hinweise auf vor-odovizisches Grundgebirge könnten aus den Intrusionen der Lassiter Coast Intrusive Suite stammen. Deren Ausgangsmagma wird auf 1259 bis 688 mya datiert, was auf eine Herkunft aus einer proterozoischen Kruste hindeutet.

### Sedimentäre Provinzen
- Trinity Peninsula Group

Die Trinity Peninsula Group ist eine ca. 500 km lange metamorph überprägte metasedimentäre Sequenz, die weit verbreitet im nördlichen Westen und Osten von Grahamland vorkommt. Sie überlagert das dortige kristalline ortho- und paragneisische Grundgebirge. Dessen Alter kann bis zum frühen Ordovizium ab 487 und 485 mya zurückverfolgt werden. Sie korrelieren mit dem Magmatismus Patagoniens.
Aufschlüsse kommen neben den Vorkommen auf Grahamland auch auf der Shetlandplatte mit den Südlichen Shetlandinseln und den Südlichen Orkneyinseln vor. Starke chemische und geochronologische Ähnlichkeiten sind mit dem Rakaia Terrane vom heutigen Neuseeland vorhanden.
Die ältesten sedimentären Abfolgen werden auf das späte Karbon bis zum frühen Perm datiert. Sie gehören somit zu den ältesten Sedimentgesteinen der Antarktischen Halbinsel. Am Kontinentalrand Gondwanas bildeten sich marine Turbidite. Regional intrudierten Plutone und Vulkanite die Sedimentsequenz. Auch wurden die Sedimente gefaltet und leicht metamorph überprägt. Nach tief greifenden Erosionen und Einebnungen lagerten sich mittel- bis oberjurassische Sedimente von Flüssen oder Seen sowie frühkreidezeitliche Laven ab. In einigen Sandsteinablagerungen wurden verschiedenen pflanzliche und tierische Fossilien gefunden.
- FitzGerald Bluffs und Erewhon Beds

Die devonischen Quarzitbetten der FitzGerald Bluffs im südlichen Palmerland sind eine stabile Kontinentalrandabfolge und unterscheiden sich daher von den aktiven kontinentalen Randsedimenteinheiten anderswo auf der Antarktischen Halbinsel. Es wurde vermutet, dass diese Gesteine zusammen mit den jüngeren permischen Erewhon Beds eher mit den Abfolgen des Ellsworth-Whitmore Mountain-Terrans vergleichbar sind und sich auf einem weit gereisten Block gebildet haben, der von Außen kam. Weiterhin wird angenommen, dass die Erewhon Beds von silizischen permischen Vulkaniten abstammen, die sich entlang eines Kontinentalrand-Vulkanismus vom heutigen Patagonien bis in den südlichen Teil der Antarktischen Halbinsel und wahrscheinlich bis ins Marie-Byrd-Land ausdehnten. Analysen von detritischen Zirkonen aus dem Duque de York-Komplex in Patagonien mit einem ähnlichen Altersprofil wie das der Trinity Peninsula Group und von permischen Gesteinen im heutigen Neuseeland mit vielen etwa 250 mya alten Zirkonen unterstreichen die ausgedehnten magmatischen Prozesse entlang des Randes von Gondwana.
- Alexander-I.-Insel

Die LeMay Group bildet die unterste lithostratigraphische Gesteinseinheit eines Akkretionskeilkomplexes auf der Alexander-I.-Insel. Dieser besteht aus mehrfach deformierten und metamorph überprägten Sedimentsequenzen sowie Magmatiten und Vulkaniten. Das Alter dieser Group wird zwischen der mittleren bis ausgehenden Trias und dem frühen bis mittleren Jura angenommen. Neben fossilen Spurenfossilien und Pollen wurden auch Muscheln und Schnecken entdeckt.
Die bis zu 4 km mächtigen Sedimentablagerungen der Fossil Bluff Group treten als 250 km langer und 30 km breiter Gürtel entlang der Südostküste der Alexander-I.-Insel auf. Sie bestehen aus einer basalen Tiefsee-Sequenz, Schlammsteinschichten und flachmarinen Sandsteinen. Zudem entstanden verschiedene Vulkanite. Die Sedimente datieren von der späten Jura bis zur frühen Kreide. Abgelagert wurde diese Group wie die LeMay Group in Forearc-Becken. Die Fossil Bluff Group enthält zahlreiche Fossilien (namengebend) von Kopffüßern, Muscheln und Kalkröhrenwürmern.
Zwischen der späten Kreide und dem frühen Pleistozän intrudierten verschiedene Plutonite und Vulkanite.
- Latady Group

Die Latady Group entwickelte sich im Latady Basin zwischen dem östlichen Ellsworthland und der Black-Küste. Dieses Becken entstand in einer breiten Riftzone und spiegelt frühe Extensionen vom unteren Jura bis zur frühesten Kreide während des Auseinanderbrechens von Gondwana wider. Sie stehen im Einklang mit der Ausdehnung im Weddellmeergebiet.
Erste Sedimentationen wurden im von flachmarinen Ablagerungen überdeckt, der sedimentarme Schichten in einem Meeresbecken folgten. Dieses erstreckte sich von Ellsworthland nordwärts bis nach Patagonien. Quarzitische Sandsteine können aus kratonischen und quarzhaltigen recycelten Orogenen stammen und/oder aus westantarktischen Vulkanquellen. Weiterhin kommen reichlich vulkanische Körner vor, die lokal von der Mount Poster Formation der Chon Aike Volcanic Group (siehe Chon Aike Volcanic Group) stammen.
In den Ablagerungen der Latady Group wurden fossile Fische erhalten, die selten in der Antarktis vorkommen, wie z. B. verschiedene Vertreter der Strahlenflosser. Sie datieren zwischen dem mittleren und oberen Jura.

### Magmatische Provinzen
In den Magmatischen Provinzen der Antarktischen Halbinsel werden die Gebiete zusammengefasst, in denen markante, meist umfangreiche plutonische Gesteinsansammlungen vorkommen. Sie sind vertreten an östlichen und westlichen Rändern von Grahamland, in nordöstlichen, nordwestlichen Gebieten und im Süden Palmerlands sowie in vorgelagerten Inseln der Antarktischen Halbinsel.
Die plutonischen Gesteine der Antarktische Halbinsel bilden eine ca. 1350 km langen und ca. 210 km breite geologische Struktur, die im Zeitraum 240 bis 10 mya eingelagert wurde, mit einem kreidezeitlichen Aktivitätsgipfel, der um 142 mya begann und während der späten Kreidezeit abnahm. Sie bilden einen Gürtel entlang des Gondwana-Kontinentalrandes. Die jurassischen Plutone innerhalb der zentralen Zone entstanden überwiegend aus Partiellen Schmelzen von Sedimentgesteinen der oberen Erdkruste. Sie repräsentieren den Übergang zwischen subduktionsbedingtem und extensionalem Magmatismus dar. Im Gegensatz dazu kommen kreidezeitliche Plutone entlang der gesamten Länge der Magmatischen Provinz vor. Sie entstammen einer Magmaquelle, die fraktionierten Kristallisationen unterlagen, die vorwiegend bei Ozean-Kontinent-Kollisionen entstehen. Vergleichbar sind diese Intrusionen mit denen in Patagonien.
Neben den frühordovizischen bis triasischen magmatischen Intrusionen des Grundgebirges (siehe Grundgebirge) bildeten sich in einem breiten Gebiet zwischen der Lassiter-Küste und der Black-Küste im südöstlichen Palmerland eine weitere bedeutende magmatische Provinz aus, die als Lassiter Coast Intrusive Suite bezeichnet wird.
Sie ist charakterisiert durch die heutigen Eruptionsstöcke und Eruptionsschlote, die mit größeren plutonischen Einheiten in Verbindung stehen. Die Intrusionen drangen in die Ablagerungen der Latady Group sowie in Bereiche der Chon Aike Volcanic Group ein. Die meisten Intrusiva entstanden in einem Backarc-Becken. Jedoch traten einige während des Palmer Land Events auf. Die plutonischen Ereignisse datieren zwischen 115 und 95 mya.

### Vulkanische Provinzen
In den Vulkanischen Provinzen der Antarktischen Halbinsel kommen markante, meist umfangreiche Vulkanite in einem Gürtel vom Grahamland, in südwestlichen und südlichen Gebieten Palmerlands sowie auf einigen vorgelagerten Inseln vor. Die Entwicklung erfolgte zwischen dem Perm und dem Neogen. Die vulkanischen Prozesse sind häufig assoziiert mit dem Auftreten von granitoiden Plutonen mittelpermischen bis mittelkretazischen Alters. Die Vulkanischen Provinzen nehmen einen Großteil der Geologie der Antarktischen Halbinsel ein.

Lage vom Marie-Byrd-Land

- Permische Vulkanite treten in den Erehwon-Nunataks der Erehwon Beds. Sie zählen somit zu den ältesten bekannten Vulkaniten der Antarktischen Halbinsel. Diese Beds liegen im äußerten Südwesten Palmerlands und sind mit Abfolgen des außen liegenden Ellsworth-Whitmore Mountain-Terrans vergleichbar. Sie können von permischen Vulkaniten abstammen, die sich entlang eines Kontinentalrand-Vulkanismus von Patagonien bis zum Marie-Byrd-Land ausdehnten. Die Vulkanite bestehen u. a. aus Trachyten.
- Jurassische Vulkanite kommen in der Chon Aike Volcanic Group und weiteren Vulkanprovinzen im Grahamland und Palmerland sowie auf vorgelagerten Inseln vor.

Chon Aike Volcanic Group
Zusammen mit der größeren Chon Aike Volcanic Province in Patagonien bildet sie eine der größten rhyolithischen Großprovinzen (Large Igneous Province LIP) weltweit. Die Chon Aike Volcanic Group kommt in südlichen und nördlichen Bereichen der Antarktischen Halbinsel vor. Strukturiert ist sie in die Mapple Formation, die Brennecke Formation und die Mount Poster Formation, die sich in Backarc-Becken entwickelten.

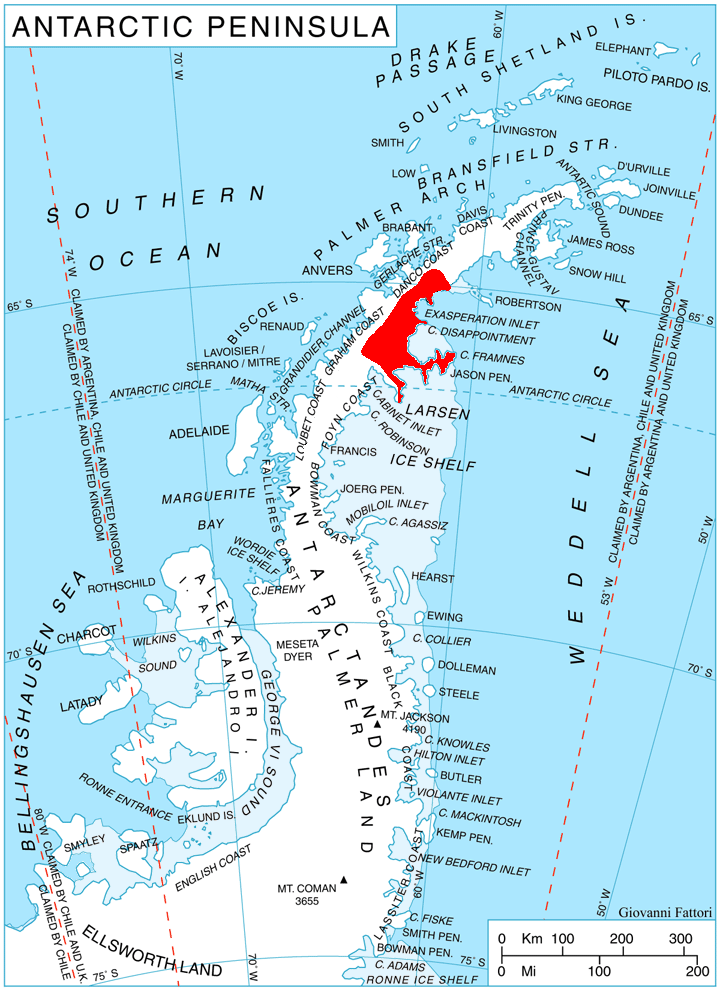
Lage der Oskar-II.-Küste

Die Mapple Formation entstand im mittleren Osten von Grahamland vor allem um die Oskar-II.-Küste. Sie stellt mit seiner festgestellten Mächtigkeit von ca. 1 km die am weitesten verbreitete felsische Vulkanitverbreitung auf der nördlichen Antarktische Halbinsel dar. Charakteristisch sind die ryolithischen Ignimbrit-Ströme. Die Gesteine datieren zwischen 171 und 165 mya. Die Mapple-Formation wurde wahrscheinlich während des Palmer Land Events metamorph überprägt und deformiert.

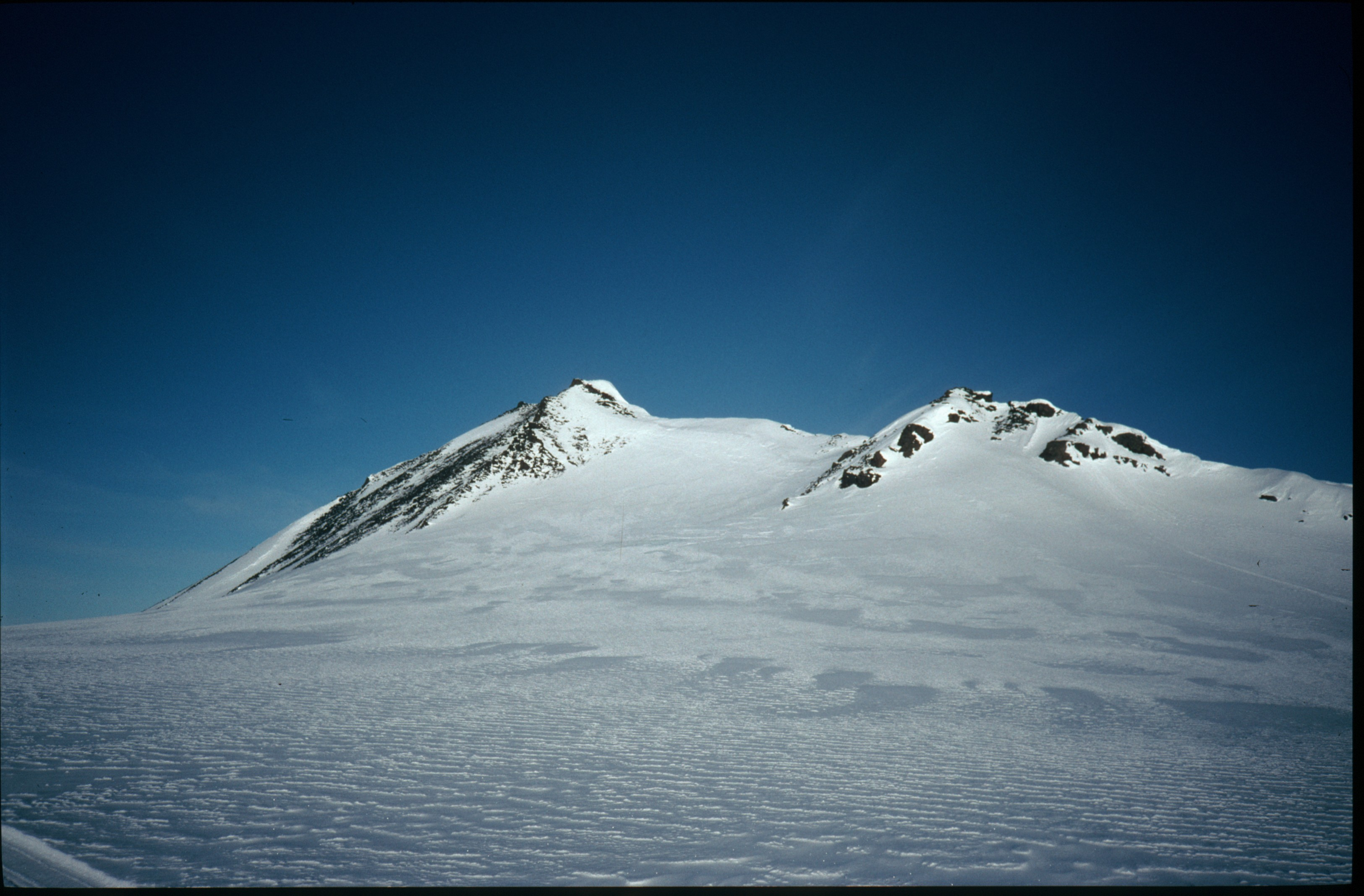
Lage der Brennecke-Nunatakker

Die um 184 my alte Brennecke Formation besteht aus kieselsäurehaltigen metamorph überprägten Vulkaniten im mittelzentralen Palmerland. In ihnen ist eine Folge von massiven verschieden zusammengesetzten Lavaströmen und schwarzen Schlammsteinen eingebettet. Die Brennecke Formation ist verbreitet zwischen den Brennecke-Nunatakkern und den Toth-Nunatakkern.

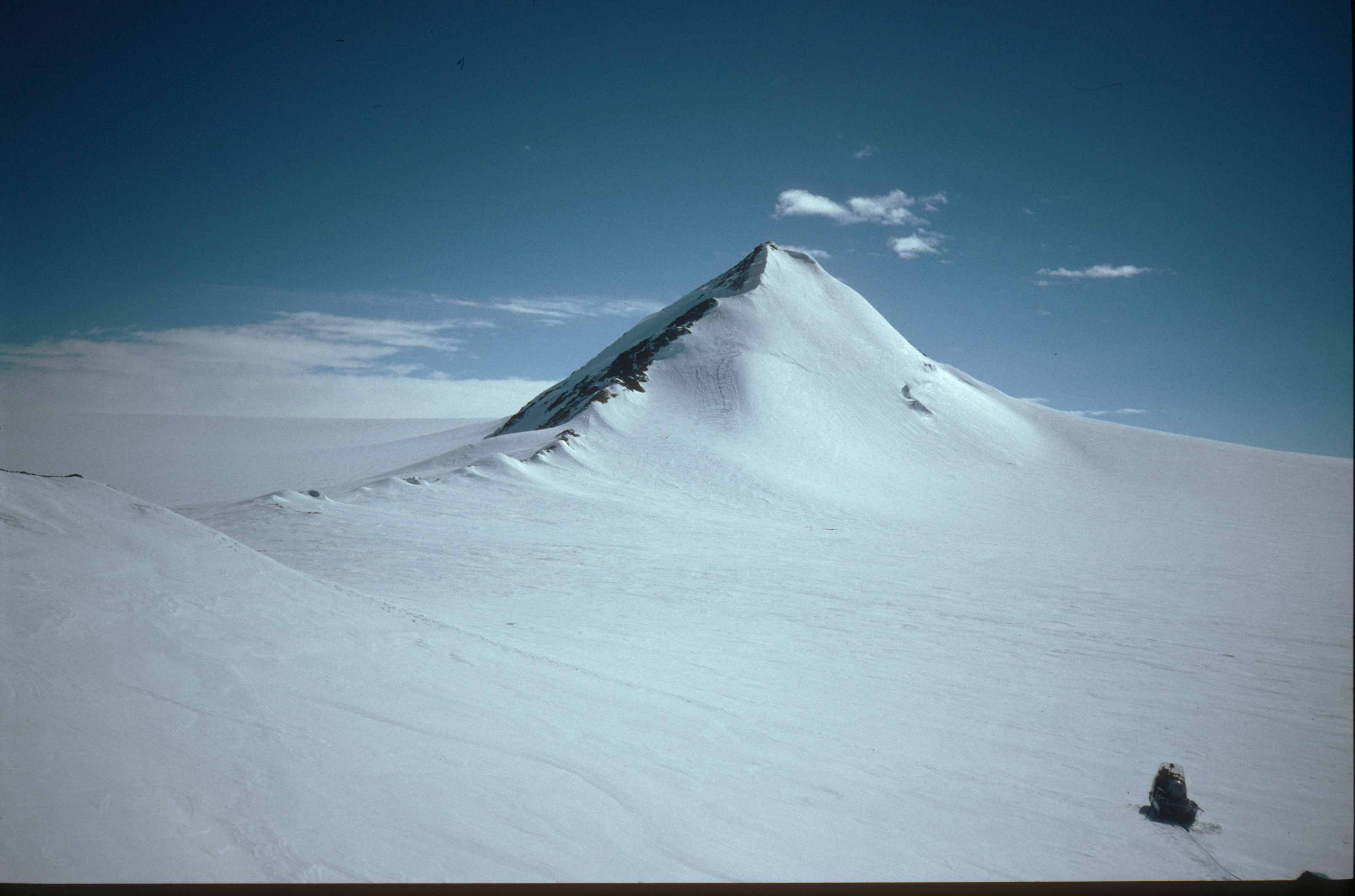
Hagerty Peak in den Sweeney Mountains
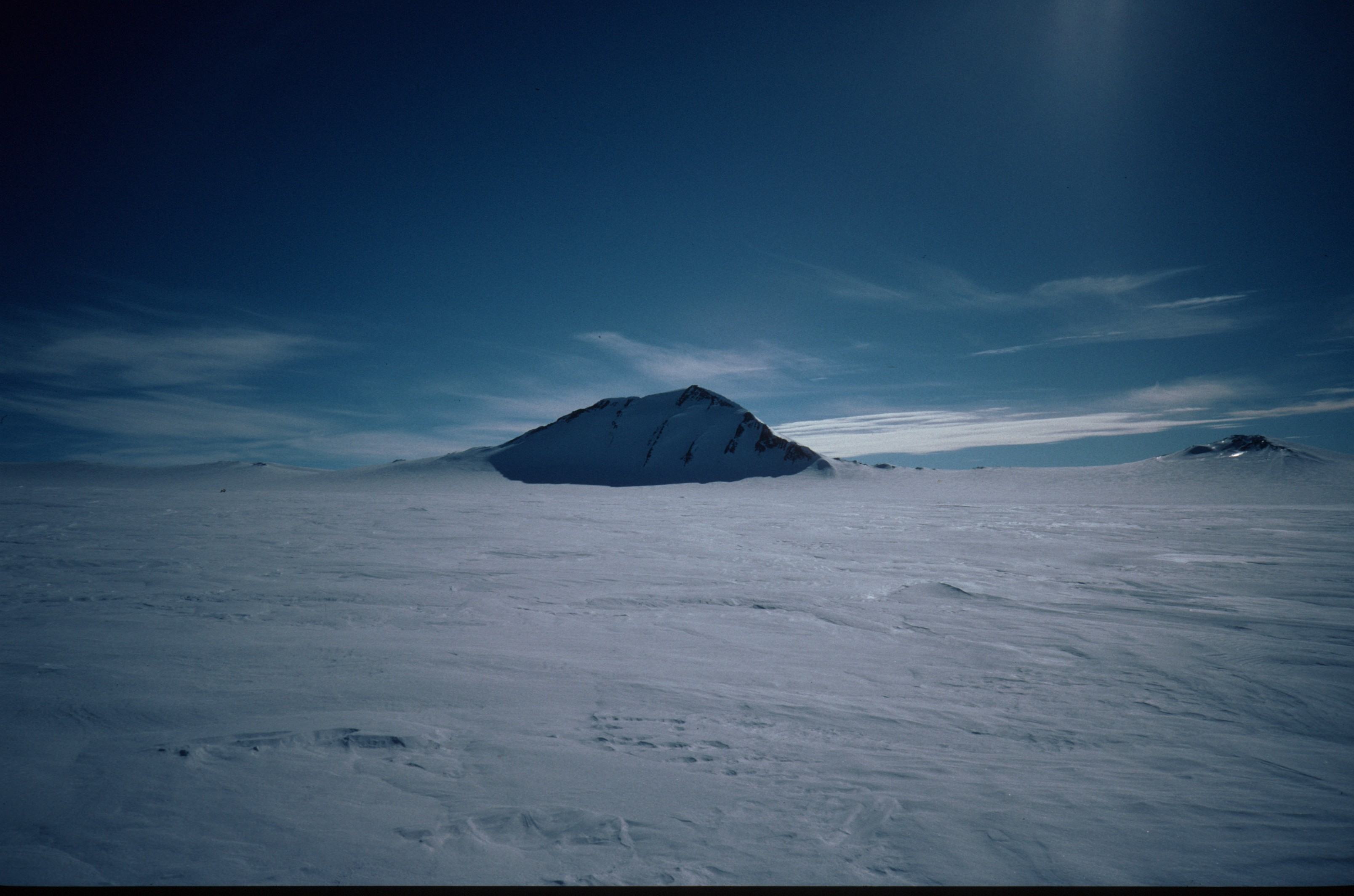
Potter Peak in den Sweeney Mountains

Die Mount Poster Formation tritt im südöstlichen Palmerland auf. Sie besteht aus pyroklastischen Vulkaniten mit Ignimbrit-Blöcken und Lavaströmen, die eine Gesamtdicke von bis zu 2 km erreichen. Die Eigenschaften dieser Abfolge lässt auf eine Intracaldera-Konfiguration schließen. Aufschlüsse kommen u. a. in den Sweeney Mountains, am Mount Rex und am Mount Peterson vor. Sie weisen Alter von 189 bis 167 mya auf.

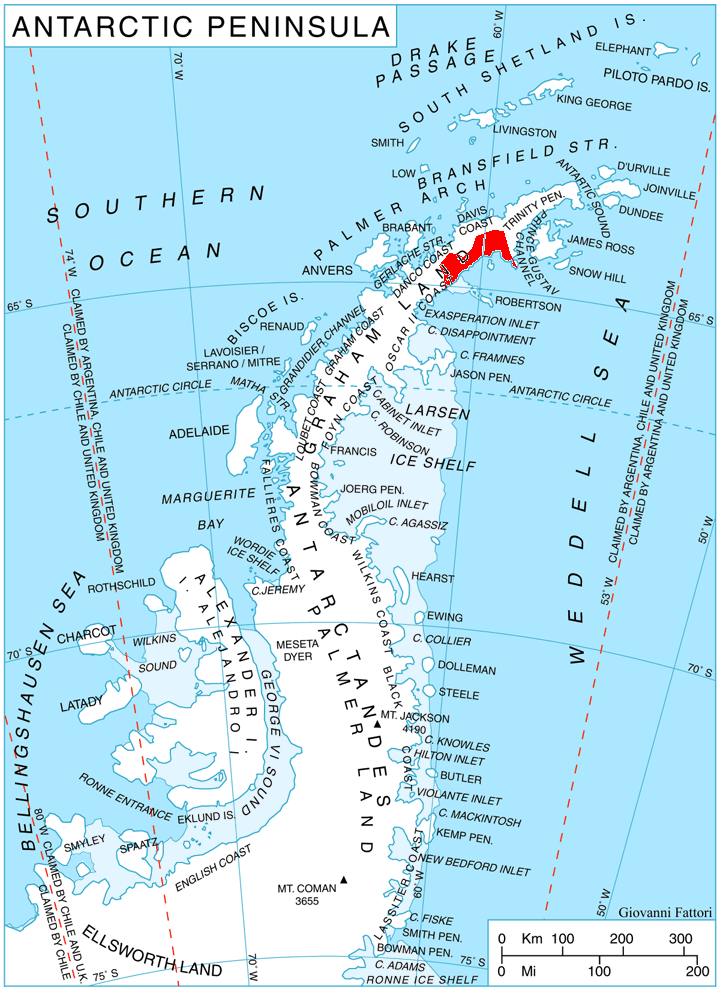
Lage der Nordenskjöld-Küste
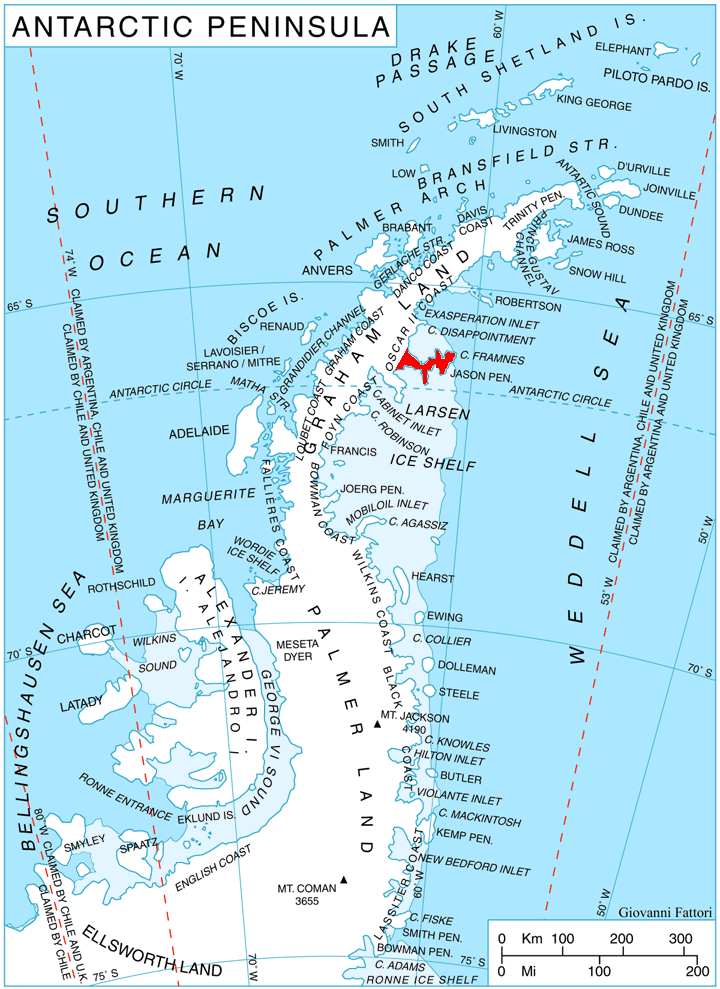
Lage der Jason-Halbinsel

Im östlichen Grahamland sind jurassische Vulkanite vor allem auf der Trinity-Halbinsel, auf der Sobral-Halbinsel, auf der Joinville-Insel, auf der Jason-Halbinsel, an der Nordenskjöld-Küste und an der Churchill-Halbinsel vertreten. Deren vulkanischen Prozesse korrelieren mit der Mapple-Formation von der Chon Aike Volcanic Group.

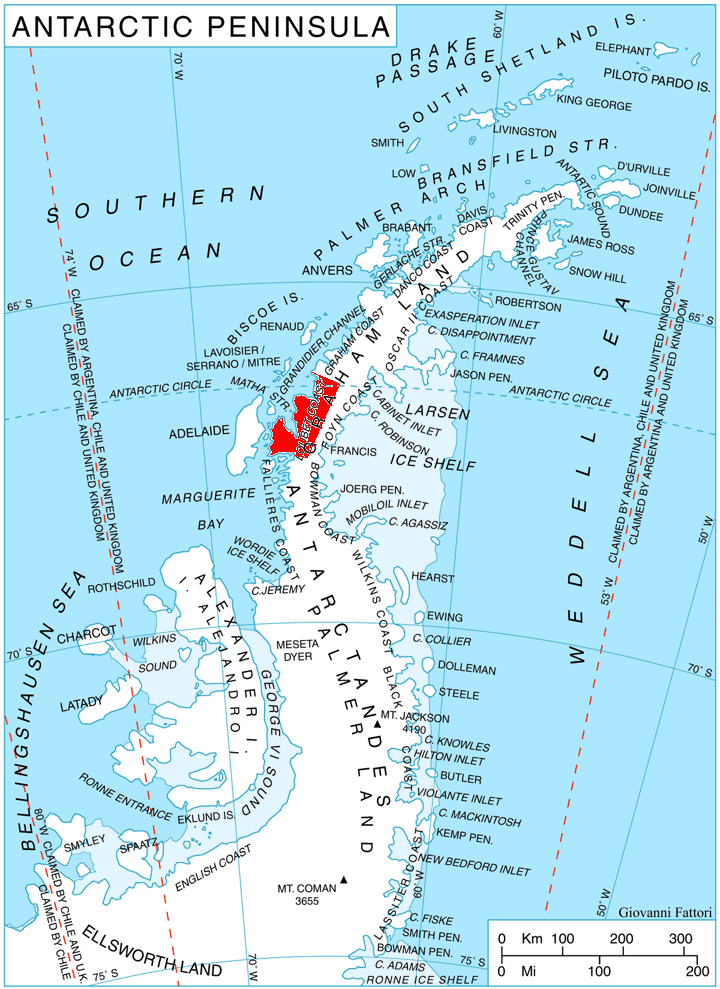
Lage der Loubet-Küste

Im westlichen Bereich Grahamlands und vorgelagerten Inseln entwickelten sich jurassische Vulkanite an der Loubet-Küste, auf der Shetlandplatte mit den Südlichen Shetlandinseln, auf Inseln im Palmer-Archipel, auf der Adelaide-Insel und auf der Alexander-I.-Insel.
Im zentralen nordwestlichen Palmerland bildeten sich die beiden markanten vulkanischen Strukturen der Zonda Towers an der Rymill-Küste sowie um den Mount Edgell an der Fallières-Küste.
- Vulkanite zwischen der Kreide und dem Paläozän entstanden überwiegend im westlichen und geringfügig auch im östlichen Grahamland sowie auf vorgelagerten Inseln:

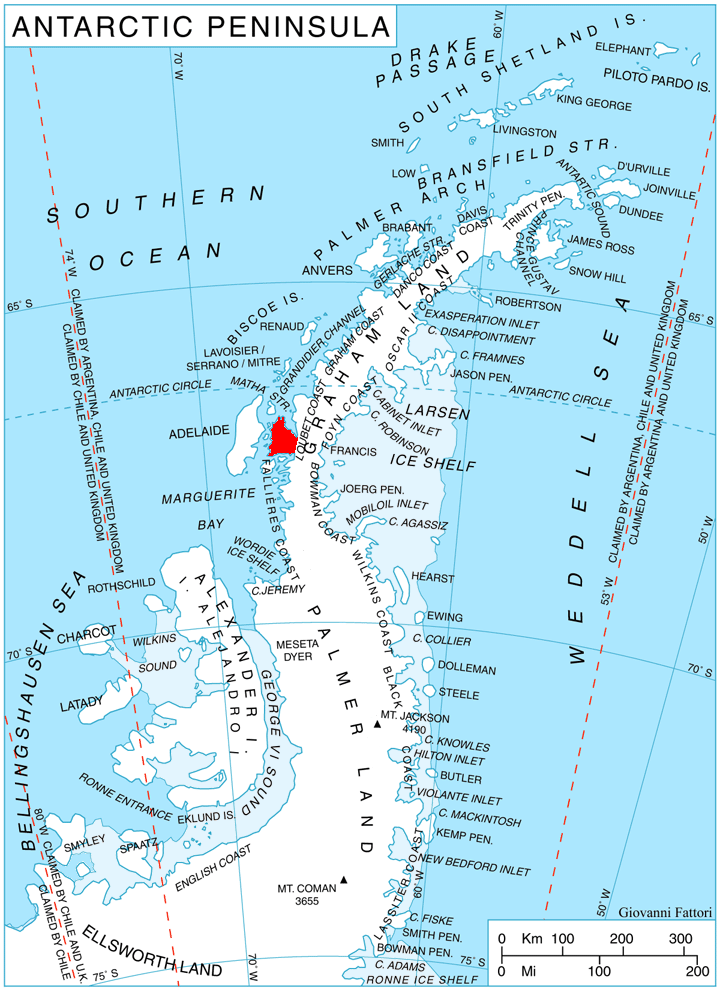
Lage der Arrowsmith-Halbinsel

- An der östlichen Trinity-Halbinsel, auf den Duroch-Inseln, an der Nordenskjöld-Küste, im Palmerland Archipelago, an der Danco-Küste, an der Loubet-Küste, an der Arrowsmith-Halbinsel, an der Fallières-Küste und an der Rymill-Küste und auf der Alexander-I.-Insel. Das Altersspektrum der Vulkanite reicht von der Unterkreide um ca. 138 bis zum unteren Paläozän um ca. 67 mya.
- Vulkanite ab dem Paläogen bis rezente alkalische befinden sich auf der Shetlandplatte mit den Südlichen Shetlandinseln, auf der James-Ross-Insel, auf den Robbeninseln vor der Nordenskjöld-Küste, auf der Alexander-I.-Insel sowie auf dem äußersten südwestlichen Zipfel von Palmerland.

## Gebirge und Vulkane

### Gebirge

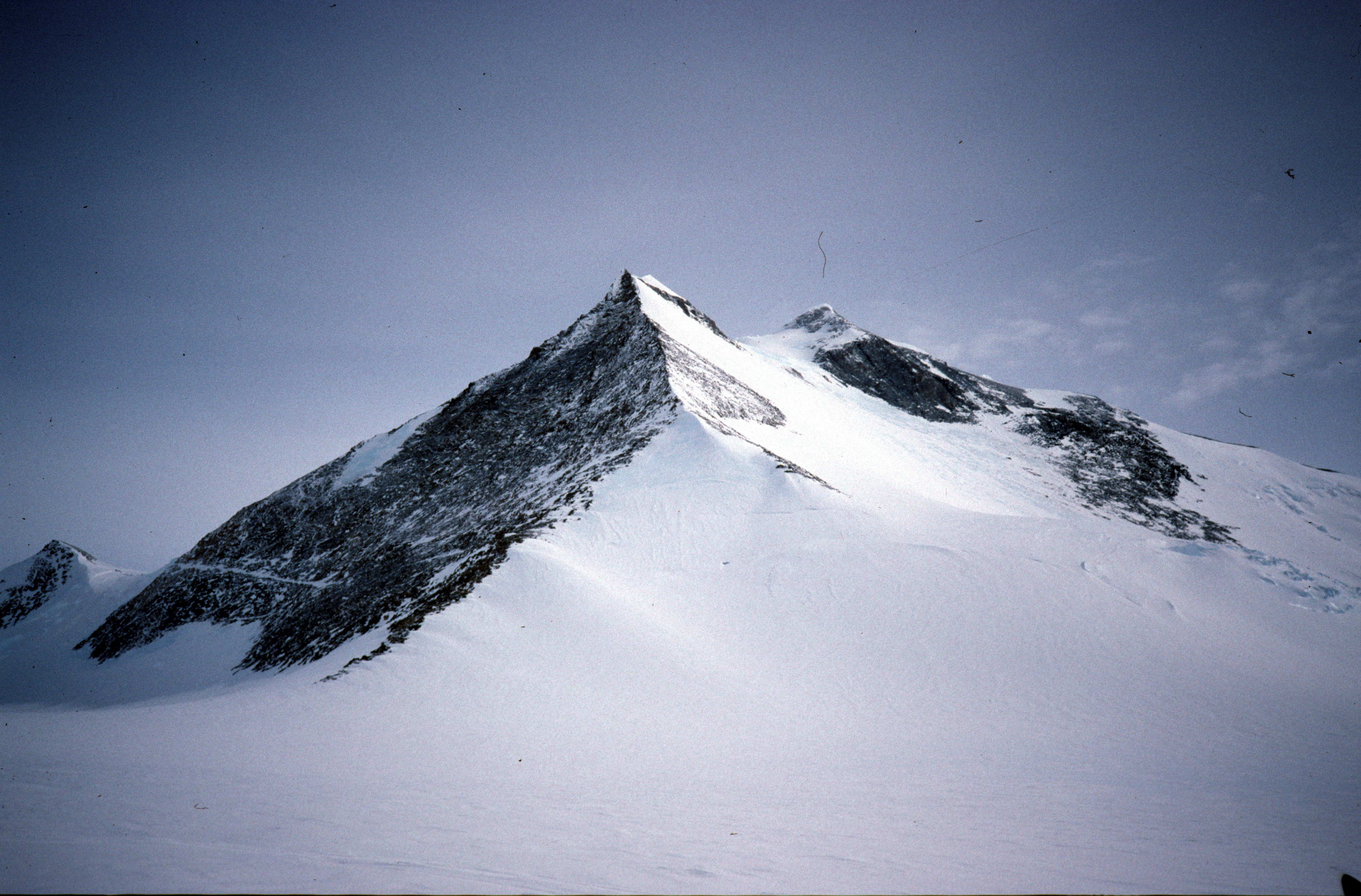
Mount Hope, Ostansicht
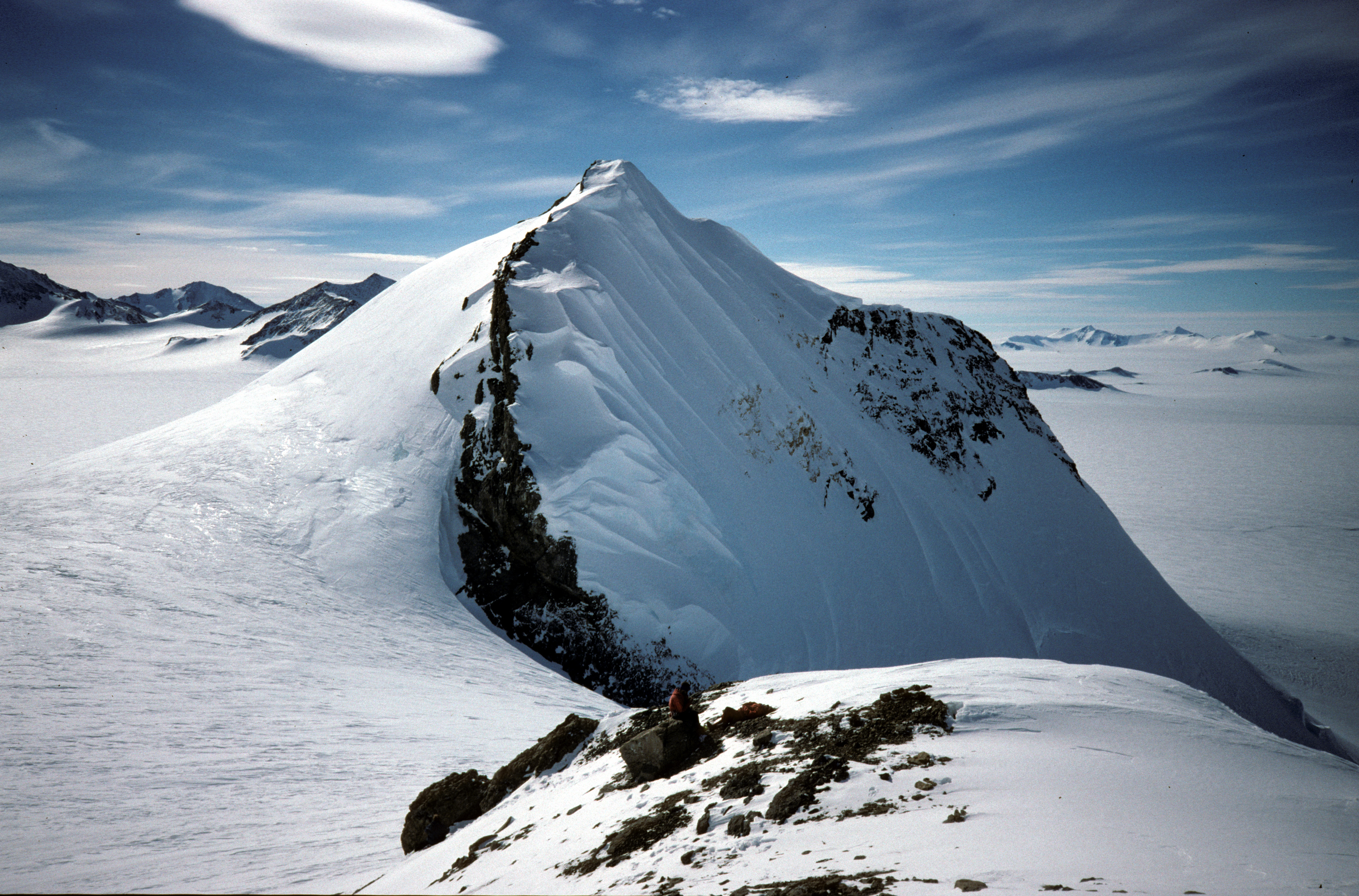
Mount Jackson, Südgrat
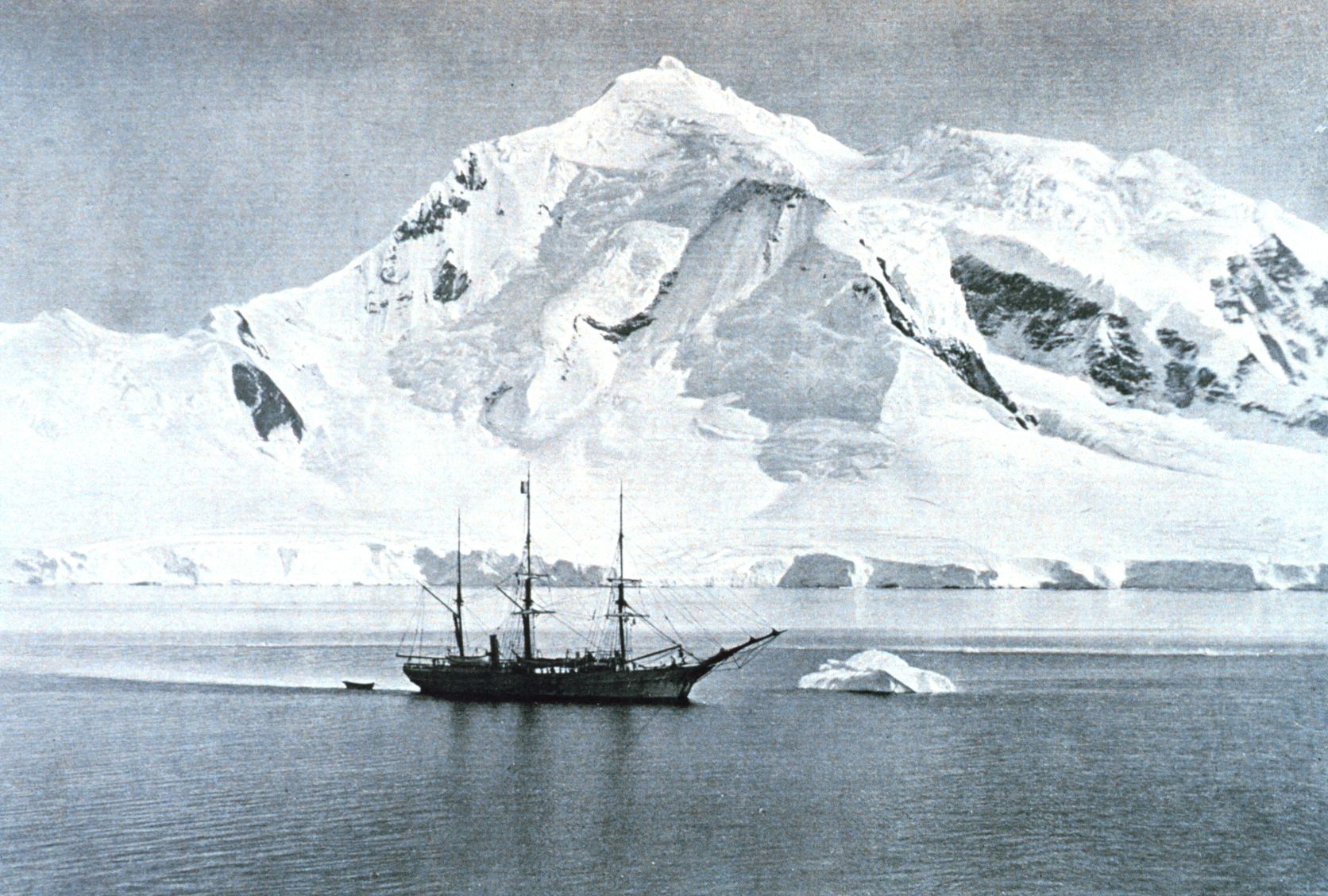
Mount Wiliam
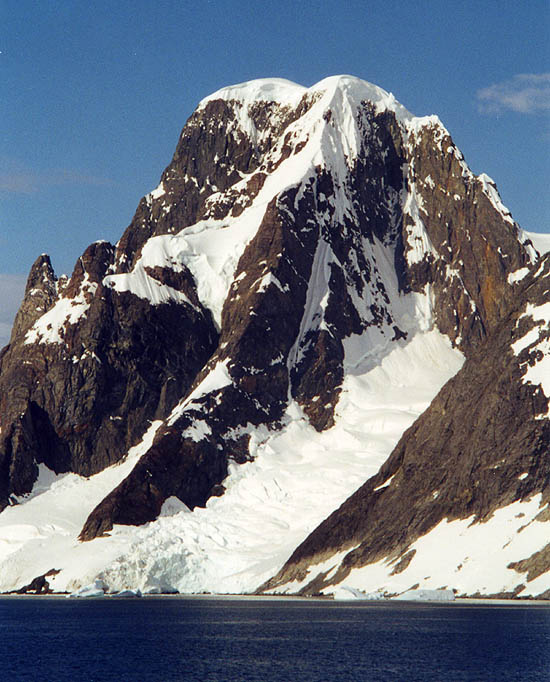
Mount Scott

Die Gebirge entwickelten sich überwiegend auf dem Festland oder vor dem Rand der Antarktischen Halbinsel. Bemerkenswerte Berggipfel sind der Mount Coman, Mount Hope, Mount Jackson, Mount Castro, Mount Gilbert, Mount Owen und Mount Scott, Mount Wiliam ist ein Vulkan. Der ist der höchste unter ihnen mit 3239 Metern.

### Vulkane

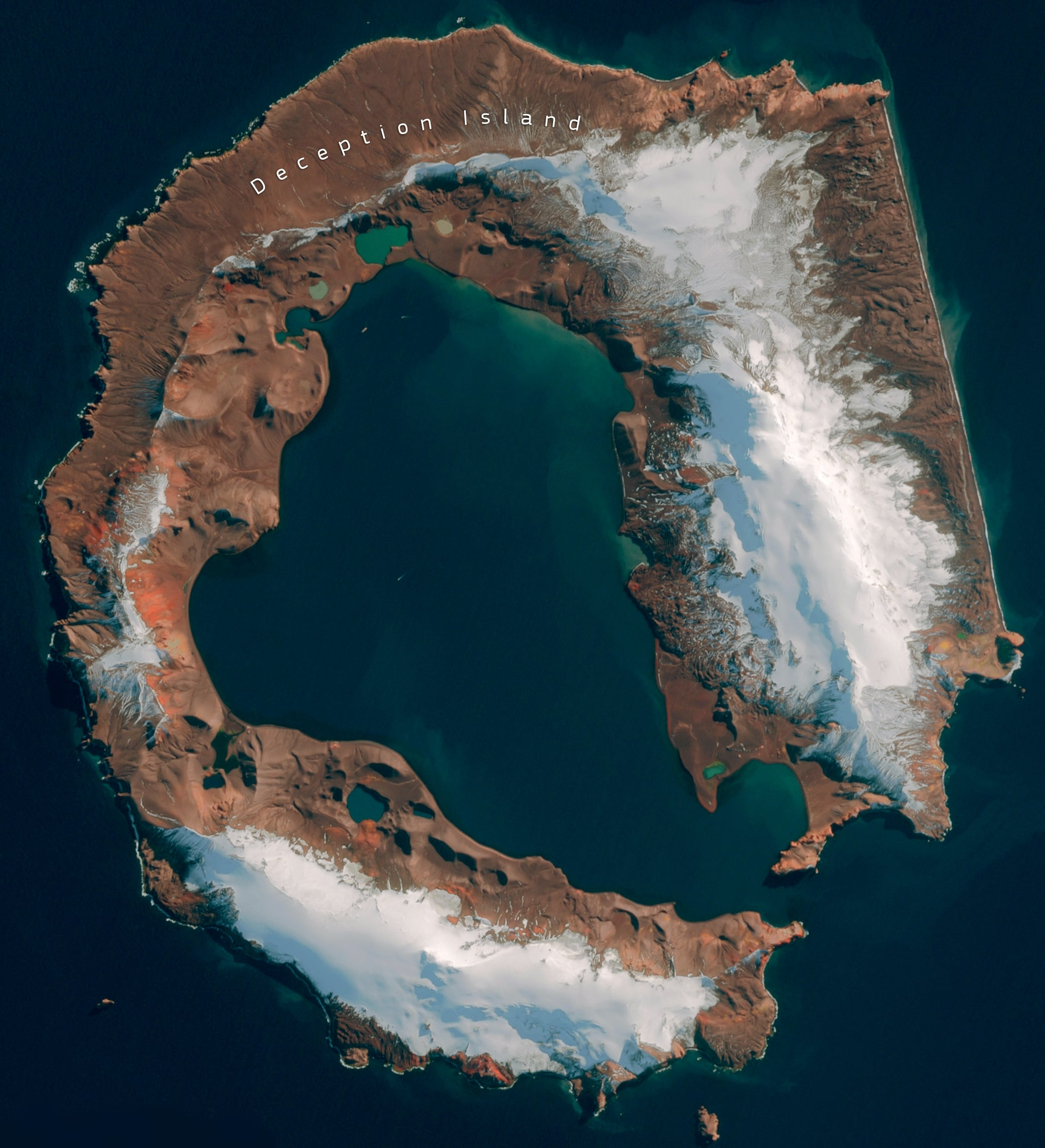
Satellitenaufnahme von Deception Island,
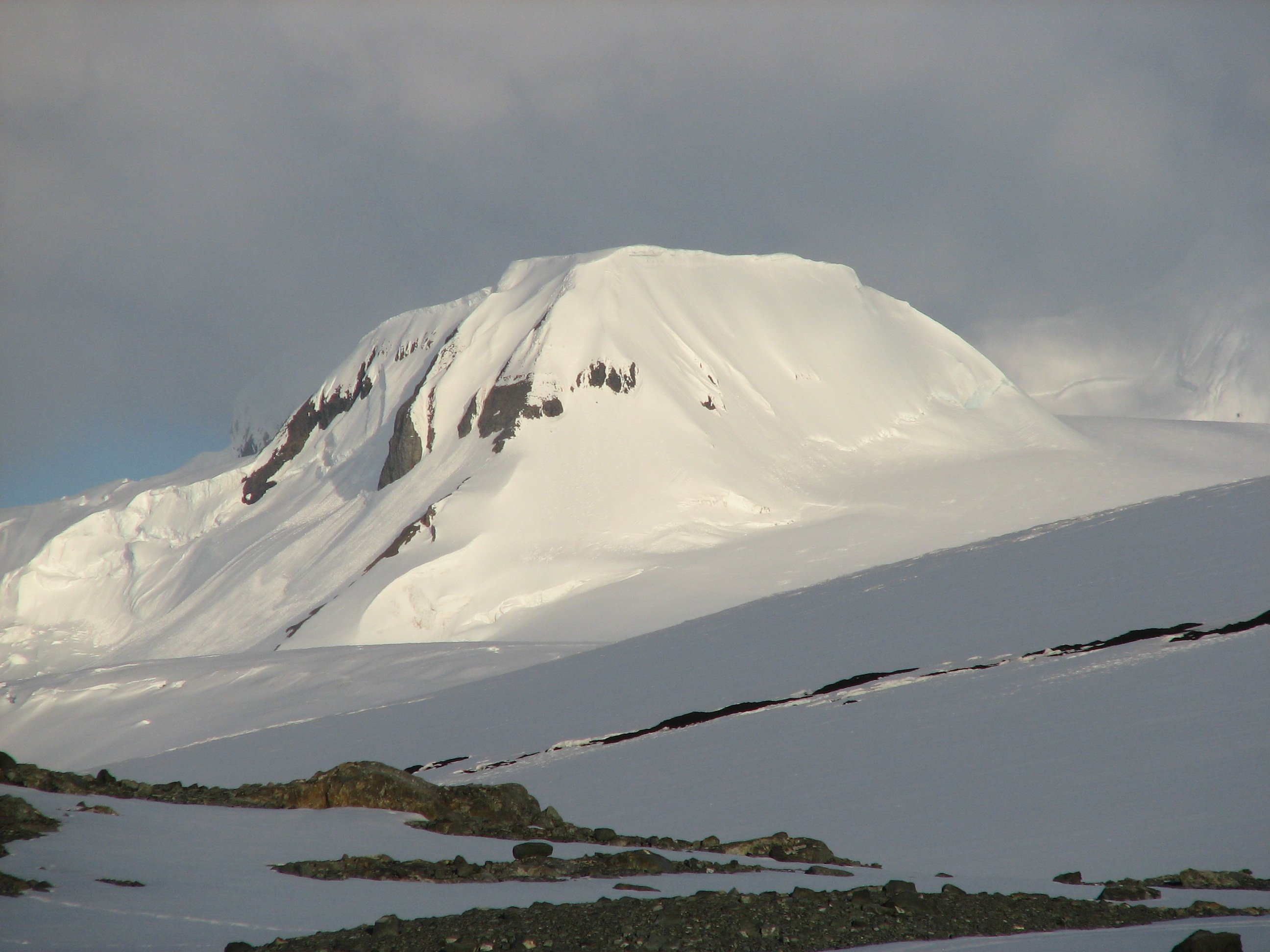
Rezen Knoll
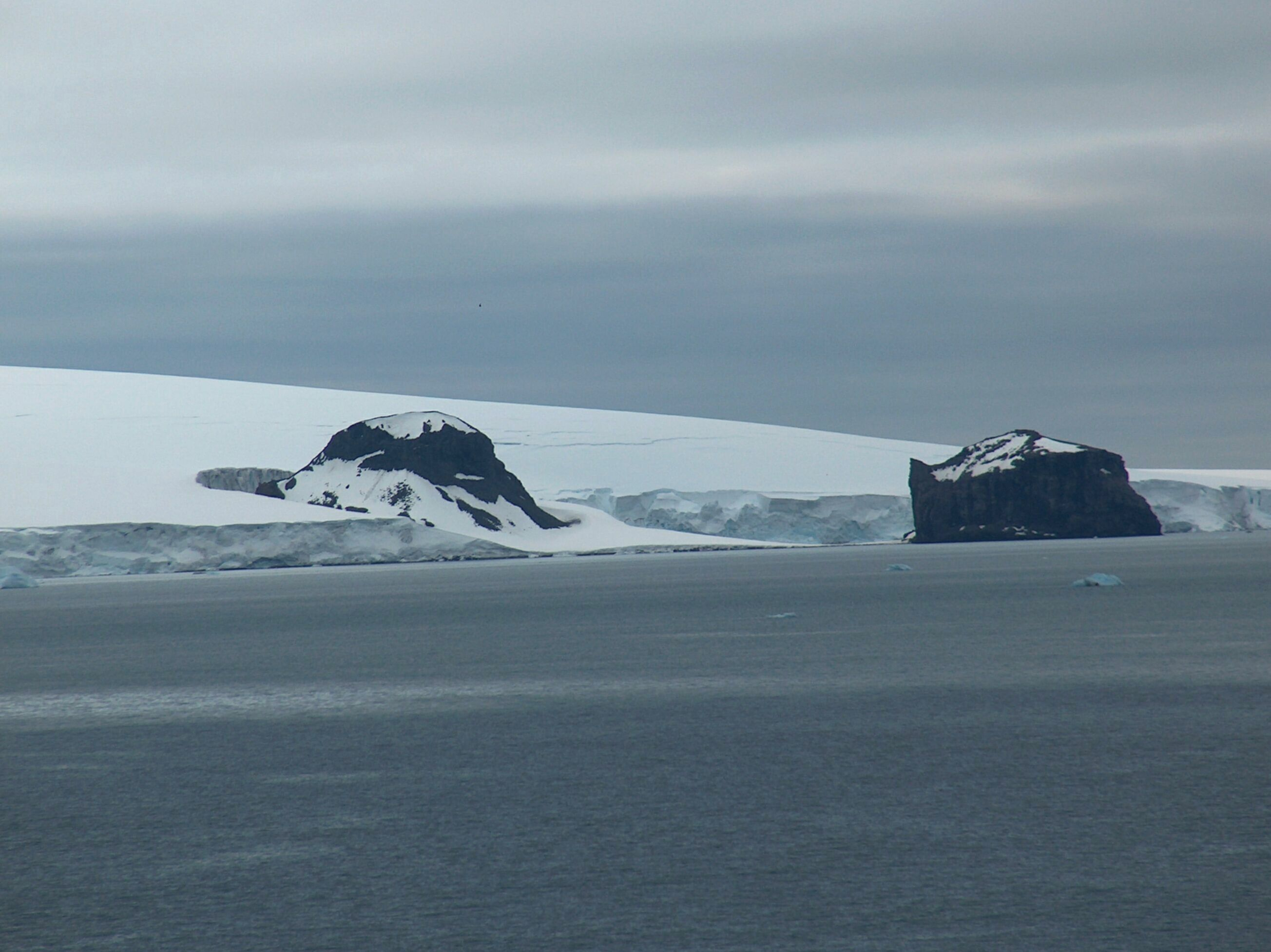
Inott Point (rechts)
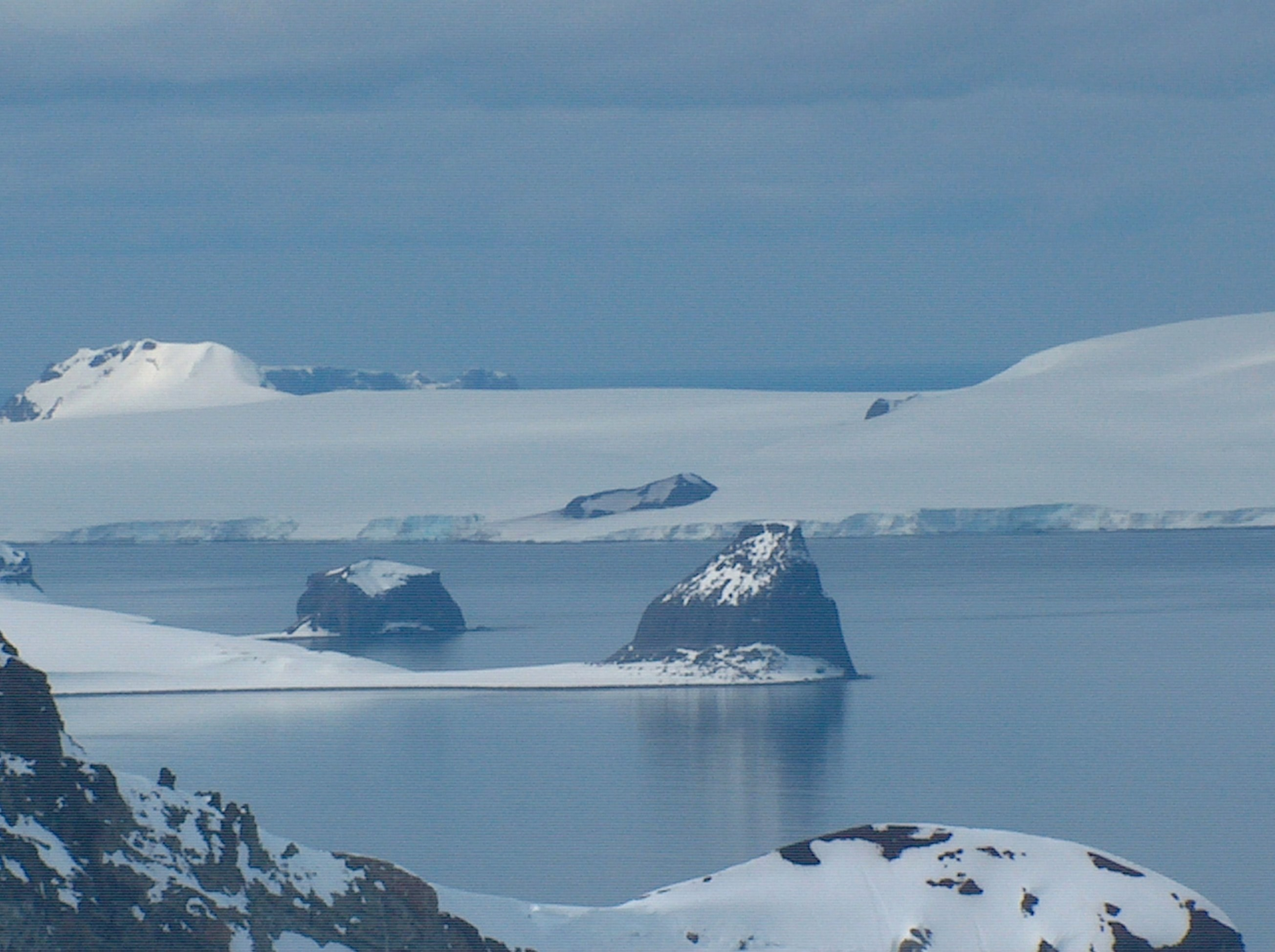
Edinburgh Hill (Mitte rechts)
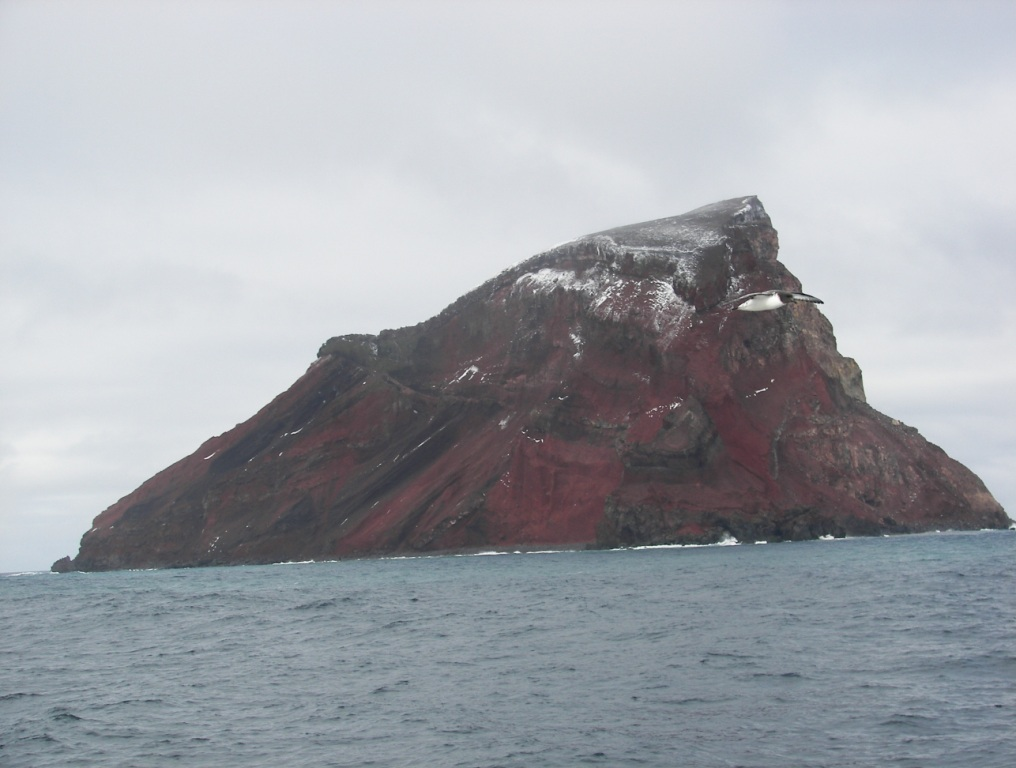
Bridgeman Island
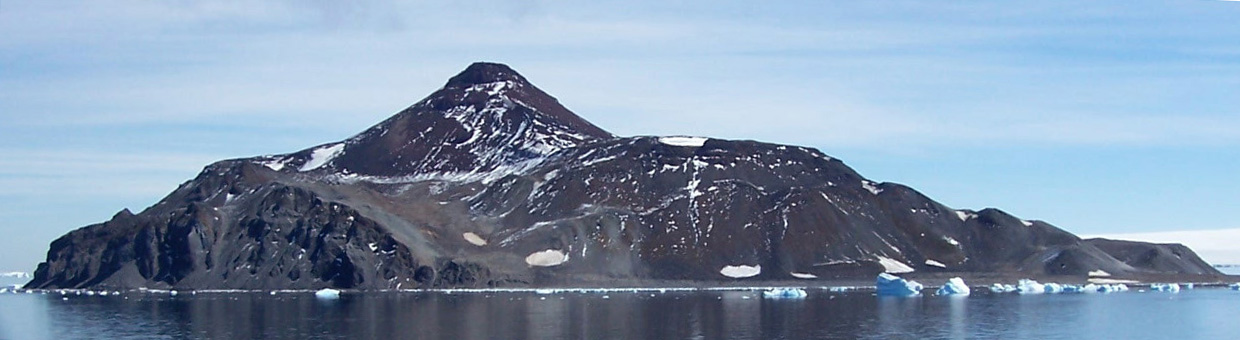
Paulet-Insel

Vulkane kommen auf der Antarktische Halbinsel und verschiedenen vorgelagerten Inseln vor. Dieser Vulkanismus hängt mit der Extensionstektonik im Bransfield Rift im Westen und im Larsen Rift im Osten zusammen. Einige von ihnen sind Deception Island, Rezen Knoll, Inott Point und Edinburgh Hill auf der Livingston-Insel, Deacon Peak auf Penguin Island, Melville Peak auf King George Island und Bridgeman Island, alle zugehörig zu den Südlichen Shetlandinsel, davon isoliert sind Kap Purvis auf der Dundee-Insel, Paulet-Insel und die Robbeninseln. Die meisten dieser Vulkane sind bis auf den von Deception Island erloschen.
Überwiegend bestehen die Vulkanite aus Basalten und Andesiten. Ausnahmen sind die Paulet-Insel, die sich vollständig aus trachytbasaltischer Gesteinen zusammensetzen, sowie einige der Proben von Deception Island mit Trachytandesiten und seltenen Trachytdaziten.